# Crissiumal
Crissiumal é um município brasileiro do estado do Rio Grande do Sul, localizado na mesorregião Noroeste Rio-grandense e na microrregião de Três Passos, a uma latitude de 27º30'00'' sul e a uma longitude de 54º06'03'' oeste, estando a uma altitude de 410 metros. Sua população estimada em 2016 era de 14 233 para uma área de 363,106 km². É um município que conta com as águas do Rio Uruguai. Seu principal acesso é pela estrada RS-207, embora também seja atendido pela RS-305.
Crissiumal foi originalmente fundada em 1933, embora a emancipação oficial tenha vindo somente em 1954. A versão de sua etimologia é a de que o nome se originou de criciúma, uma planta abundante na região, e que na língua tupi significa vara lisa e dobrada ou taquara pequena. Atualmente sua principal fonte de renda é o setor de serviços que representa 60% do PIB municipal.
O município conta ainda com uma importante tradição cultural, que vai desde sua dança até a literatura, a música e o esporte. Um dos principais e o mais tradicional clube de futebol é o Tupi Futebol Clube, fundado em maio de 1949. Crissiumal também é sede de variados eventos, como a Festa de Nossa Senhora dos Navegantes, e a Expocris, além de possuir diversos pontos turísticos, como o Castelo, o Monumento O Pioneiro e a Igreja Três Santos Mártires das Missões. É conhecida como a capital gaúcha das agroindústrias. Crissiumal é a 122ª cidade mais populosa do estado e a 2133ª do Brasil.

## Etimologia
O nome da cidade surgiu a partir de uma planta arbustiva, comum na região, chamada criciúma. A palavra criciúma provavelmente se originou do tupi e significa vara lisa e dobrada ou taquara pequena. Segundo o dicionário Michaelis, é a denominação dada a plantas do gênero Criciuma ou Bambusa, da família das gramíneas. A etimologia da palavra é desconhecida e a grafia correta é quiriciuma, pois, de acordo com Anchieta, não há encontro consonantal no idioma tupi-guarani.

## História

### Colonização e emancipação de Crissiumal

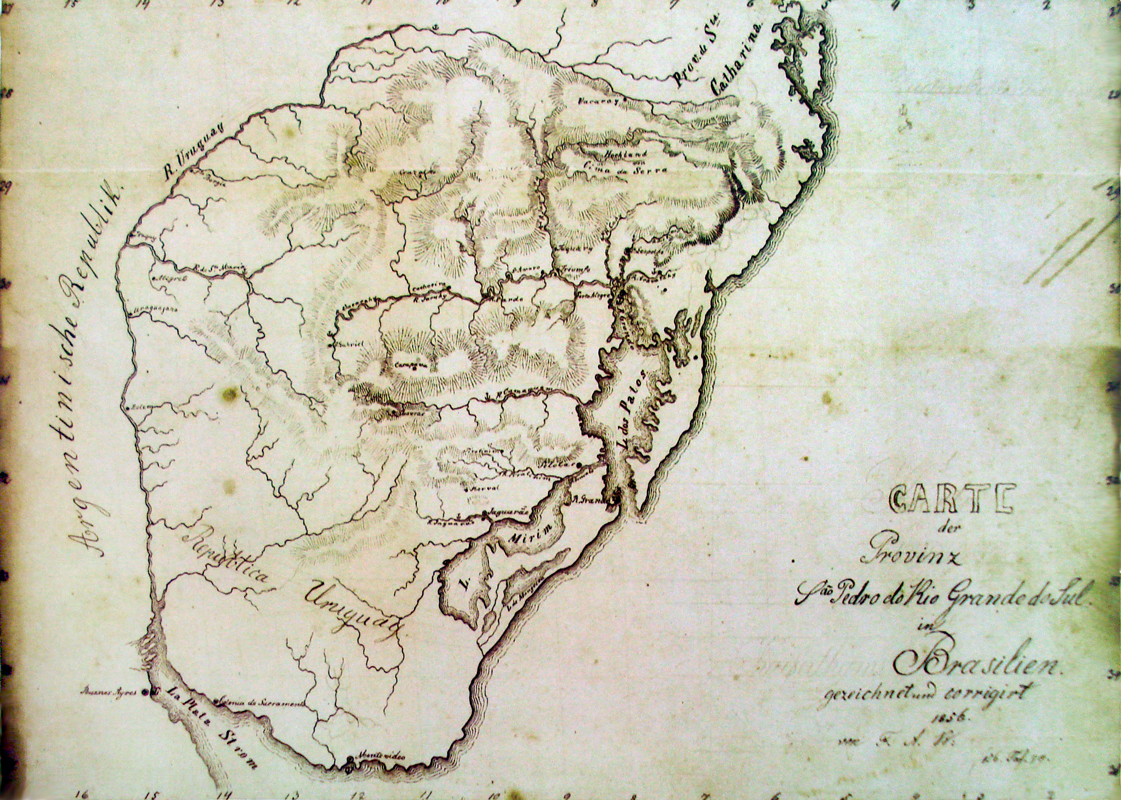
Mapa da Província de São Pedro do Rio Grande do Sul de 1856 com o Rio Uruguai e seus afluentes da margem direita que demonstra que é possível que Crissiumal, devido à proximidade desse rio, era conhecido desde aquele ano.

Os primeiros habitantes de Crissiumal foram os índios tupi-guaranis. Esses índios cultivavam milho, mandioca e inhame que eram usados para obter outros alimentos e bebidas de reduzido teor alcoólico. Na década de 1930 havia dois agrupamentos de índios com 60 a 70 famílias nas localidades de Bela Vista e Linha Porto Alegre, onde, na década de 1970, foram encontrados duas mós de moinho, um par de esporas, lanças e grutas nas quais havia fornos de barro. Esses dois agrupamentos eram originários do Paraguai, onde participaram de um levante contra o governo. Como não obtiveram êxito, passaram a ser perseguidos e fugiram para terras brasileiras. Não existem evidências da passagem, em terras crissiumalenses, de bandeirantes ou de localização de missões jesuíticas dirigidas por religiosos.
A área onde se encontra Crissiumal foi um dos últimos espaços a serem ocupados pelo homem branco no Rio Grande do Sul. Inicialmente a região era ocupada por índios de diversas etnias. No final do século XIX tomou impulso, por meio da remoção de entraves burocráticos e a criação de mecanismos legais e logísticos de incentivo, a colonização do norte e noroeste do Rio Grande do Sul. Como as terras das "colônias velhas" já se encontravam ocupadas e o crescimento populacional exigia a abertura de novas fronteiras para os filhos dos colonos e para os novos imigrantes, vários projetos de colonização foram implantados no final do século XIX e início do século XX permitindo a migração rumo à região norte. Surgiu assim em 1890 a "Colônia Ijuí" composta por imigrantes recém chegados da Europa, descendentes de colonos da colônias velhas e povos nativos. Mais próximo a Crissiumal, os colonos se estabeleceram na "Colônia Militar do Alto Uruguai", em 1879, que mais tarde, em 1944, formaria ao município de Três Passos.

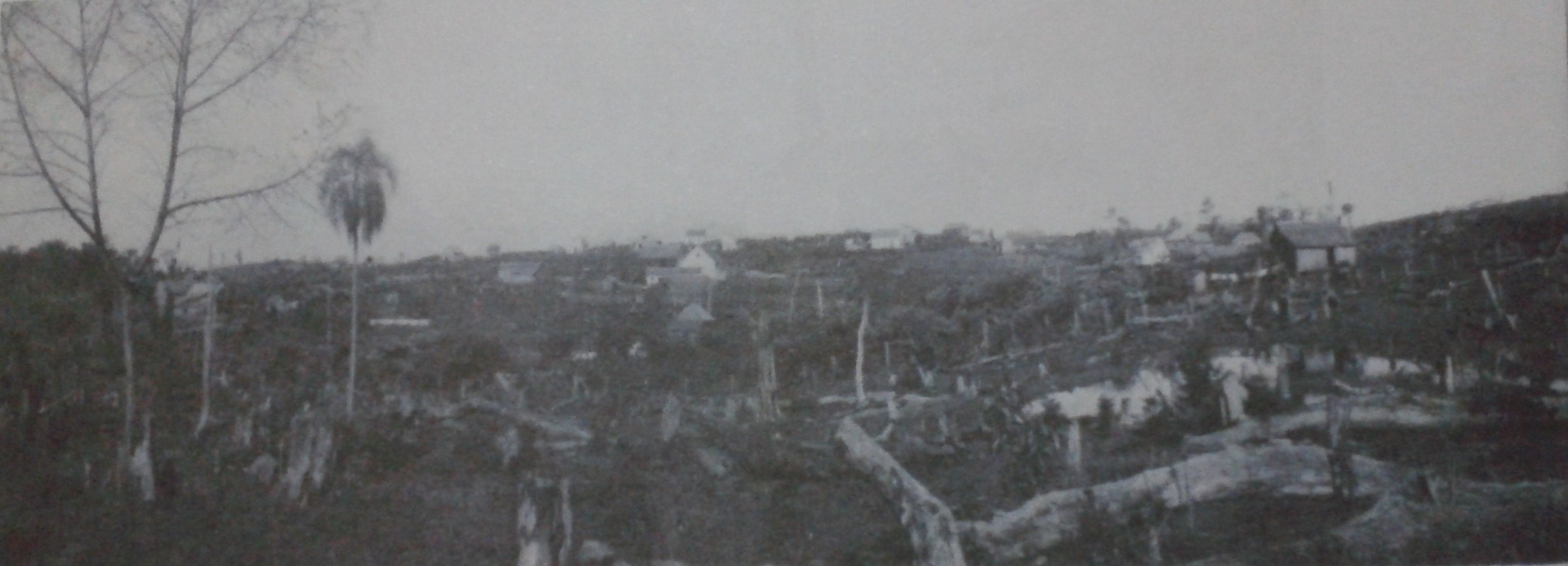
Crissiumal em 1935, dois anos após sua fundação.

O povoamento e ocupação de Crissiumal começou nos primeiros anos de 1930 com colonizadores dos municípios de Estrela, Lajeado, Sobradinho, Venâncio Aires e Roca Sales no Rio Grande do Sul, e de Laguna, Tubarão, Criciúma e Urussanga em Santa Catarina. O primeiro homem branco a chegar em Crissiumal foi Domingos Maccari, capataz da firma Dahne, Conceição & Cia., em 1930. Depois vieram Domingos Meneghel, em 1933, Adolfo Rinaldi, Ivo dos Santos, Albino Löwe, Domingos Maccari, Bernardo Dickel e Miguel Schutz, alguns deles com suas famílias. Em 6 de janeiro de 1936 foi rezada a primeira missa e a primeira capela foi construída em 23 de janeiro do mesmo ano. A fertilidade das terras atraiu parentes e conhecidos dos pioneiros e, por isso, novos colonizadores chegaram a Crissiumal. Estradas foram abertas na mata e carroças e caminhões levavam, para os centros maiores, os produtos da colônia. No livro História de Crissiumal, José Raymundo Pletsch descreveu, com informações de Adelina Frieda Schütz, o cenário de Crissiumal no início de sua colonização:
| “ | No início do povoamento (...) não havia escola, nem médico, nem parteira. (...) As feras do mato rondavam as residências. Era difícil a colocação dos produtos agrícolas. Só conseguiam vender a banha e ovos. Também era precário o abastecimento de gêneros alimentícios de primeira necessidade até a abertura da primeira casa comercial que foi do Sr. Albino Loew. Com o aumento da população, foram se localizando, paulatinamente, na vila de Criciumal, vários profissionais. | ” |

Schwanke e Pohl também relatam a maneira como os primeiros colonizadores chegaram a Crissiumal:
| “ | Segundo Pedro Oswaldo Scheid, nas Colônias Velhas, jornais anunciavam propaganda de terra fértil em Crissiumal. A propaganda motivou principalmente casais jovens a se aventurarem desprendendo-se do conforto que já usufruíram na terra natal e enfrentaram muitas dificuldades em nome do progresso. Conforme o relato da senhora Hedy Schwingel Hetzel, geralmente os homens vinham sós, conhecer a terra, e ao firmar negócios de compra com a empresa Dahne Conceição, derrubavam o mato e depois de seco queimavam a roçada, construíam um rancho coberto de capim, folhas de coqueiro ou tabuinha, que desse condições de instalar a família. Aí iam buscar a esposa, filhos e até parentes para morar em terra nova. As mudanças eram transportadas em caminhões, carroças, cavalos e ônibus chamados de Mala-Branca. Os pioneiros, (...) chegavam em Crissiumal, trazendo alguns mantimentos e poucos utensílios domésticos. (...) O ônibus da Empresa Serrana trazia os colonos, não tinha horário fixo para chegar em Crissiumal devido às condições da estrada. O ônibus denominado Mala-Branca por ter um lugar próprio para pendurar as malas brancas de algodão usadas na época. (...) Os colonos escolhiam as terras através de um mapa depois eram levados por um guia que os acompanhavam pelos piques abertos pelos agrimensores. (...) levavam consigo arroz, que depois no acampamento, cozinhavam dentro de uma taquara e também se alimentavam de caça. O trabalho era de risco devido a mata extensa, fechada e sabia-se da existência de animais ferozes na região. | ” |

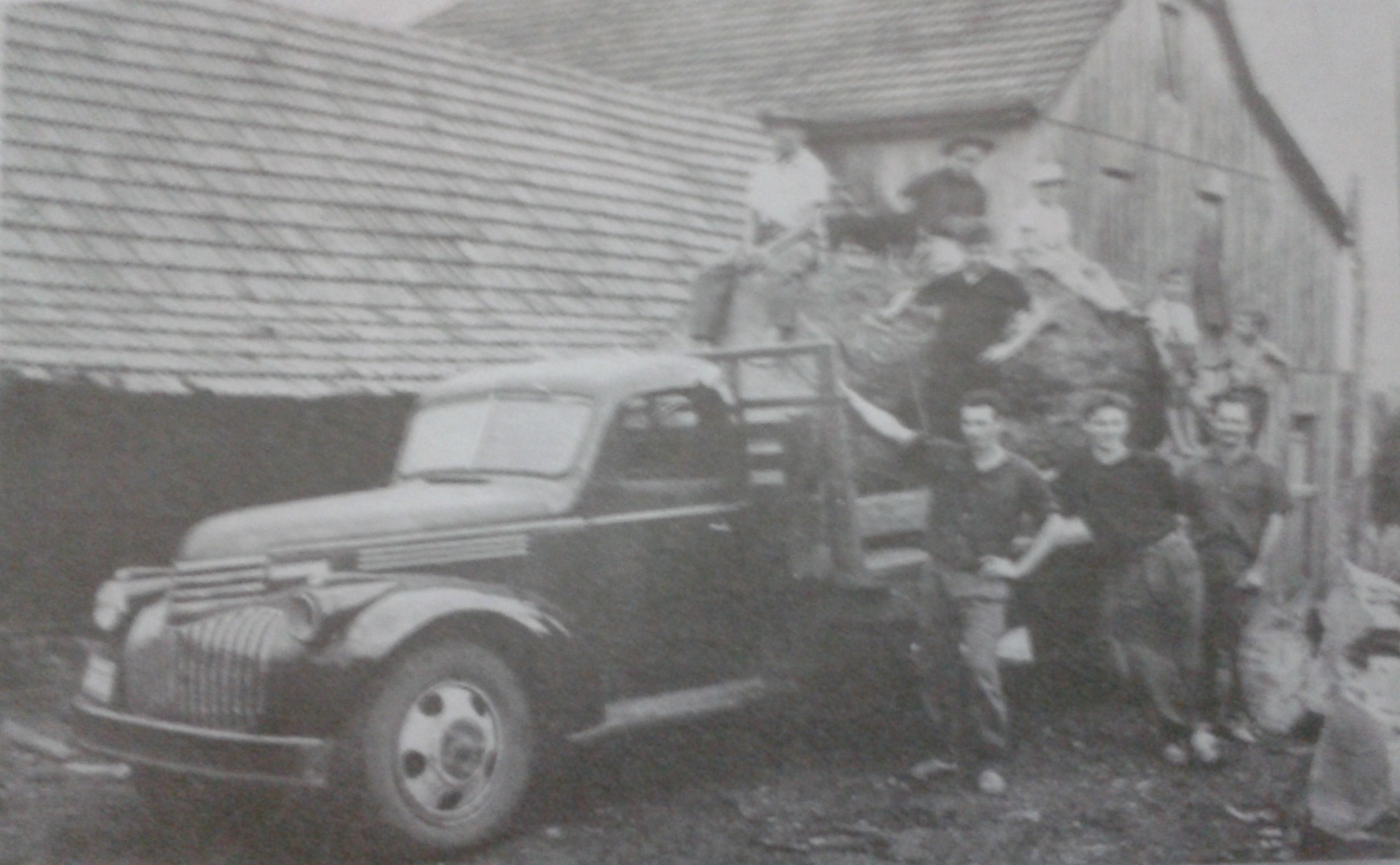
O primeiro veículo motorizado de Crissiumal, em 1935.

No dia 6 de janeiro de 1936, Crissiumal foi reconhecida como povoado. Em 1º de janeiro de 1941 ocorreu o primeiro batizado e no dia 3, o primeiro casamento, entre Ruy Mesch e Josefina Focking, celebrado pelo primeiro pároco Padre Sebastião Rademaker. Em 1944, Crissiumal e Três Passos se uniram para buscar a emancipação e, em 28 de dezembro de 1944, o Decreto-lei estadual nº 716 criou o município de Três Passos e o Distrito de Crissiumal. No Censo de 1950, o Distrito de Crissiumal possuía mais habitantes que a sede do município e, por isso, houve um movimento emancipacionista e, em um plebiscito, em 1954, a população decidiu desmembrar-se de Três Passos. A Lei estadual nº 2 553 criou, em 18 de dezembro de 1954, o município de Crissiumal.

### Da emancipação aos anos 1990
Egon Theophilo Heinsch descreveu, em seu livro Crissiumal: um pouco de história: o Tupy F. C. e sua luta, o ambiente da cidade em 1956:
| “ | Ao chegar, com minha família, em Crissiumal, no dia 1º de setembro de 1956, para assumir, a convite do Prefeito - Lauro Pedro Thomas - o cargo de Tesoureiro da Prefeitura Municipal, a impressão inicial não foi muito boa: havia luz elétrica, fornecida pela Serraria Lunardi, somente até certa hora da noite; a água do poço era salobra; não havia calçamento: com o tempo bom, surgia a poeira e quando chovia, o barro tomava conta. Aos poucos, no entanto, fomos nos acostumando. | ” |

Após a emancipação, houve eleições diretas para prefeito e vereadores em 20 de fevereiro de 1955. Somente Lauro Pedro Thomaz foi candidato a prefeito, que se elegeu, tomou posse no dia 28 de fevereiro de 1955 e governou até o dia 1º de janeiro de 1960. Durante seu governo a subprefeitura foi adaptada e nela funcionou o setor administrativo e o poder legislativo por algum tempo. Também foram melhoradas e alargadas estradas municipais, elaborado o Plano Diretor da cidade, contratados novos professores, construídas escolas, eletrificada a sede, a vila de Humaitá e Vista Nova, e poços artesianos foram perfurados para fornecer água potável, contudo não foi encontrada água nesses poços.

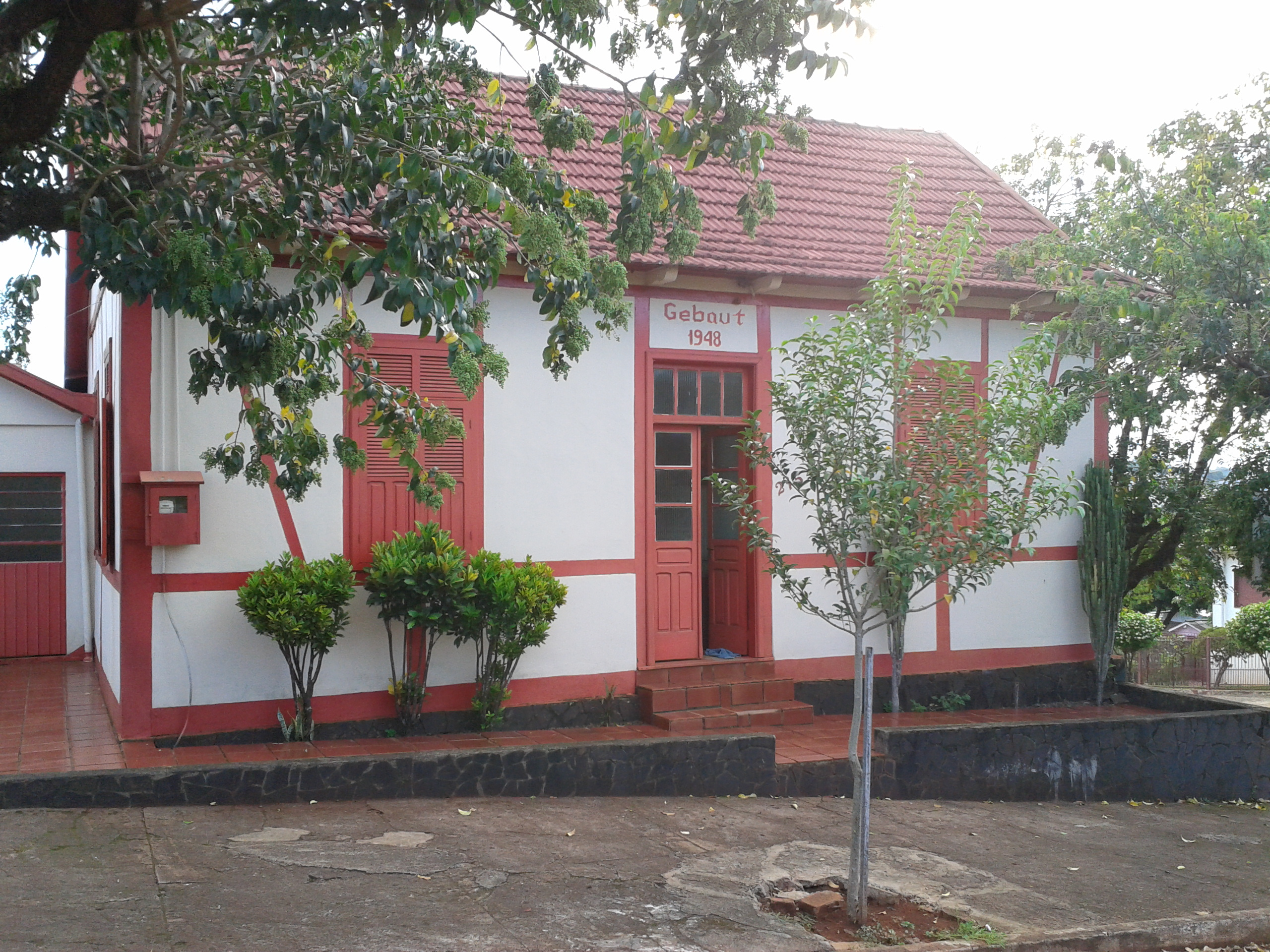
Casa em estilo enxaimel construída em 1948.

O segundo prefeito, Alcido Brust, foi eleito por voto direto e secreto pela coligação PTB-PRB. Durante sua administração houve a instalação de rede telefônica municipal, construção do parque de obras, instalação de uma britadeira, construção de escolas de madeira com recursos do governo do Estado denominadas de brizoletas, instalação de energia elétrica em Lajeado Crissiumal, Vista Alegre e Linha Porto Alegre, construção de prédio de alvenaria do Grupo Escolar Rocha Pombo com recursos do governo do Estado, e a Praça 25 de julho foi remodelada.
O terceiro prefeito foi Pedro Harry Hoffmann, que governou de 1964 a 1969. Durante seu mandato foram calçadas e arborizadas algumas ruas da sede, concluída a Praça 25 de Julho, construídos o alicerce e a parte baixa da nova prefeitura, instalados mais de 100 aparelhos telefônicos, eletrificadas 12 localidades, instalado um escritório da ASCAR, construído o parque de exposições, e criadas e construídas 14 novas escolas primárias.
A partir de 1965, Crissiumal passou a ser área de segurança nacional por ter fronteira com a Argentina e por isso o prefeito passou a ser nomeado pelo Presidente da República. O primeiro prefeito nomeado foi Benno Bender, que comandou o Executivo municipal de 7 de julho de 1971 a 9 de agosto de 1975. Durante sua administração houve abastecimento da sede com água pela Corsan, construção da Delegacia de Polícia, da Escola Estadual de 2º Grau Ponche Verde e de alguns prédios escolares. O segundo prefeito nomeado foi Pedro Osvaldo Scheid, que administrou de 9 de agosto de 1975 a 1º de agosto de 1980 e durante seu governo foram instalados a LBA, o Cebem e a Apae, construídas novas escolas, construído o prédio novo da Prefeitura, instalada a torre de retransmissão de televisão, instalada a pedreira e um posto avançado do Banco do Brasil.
O terceiro prefeito nomeado foi Carlos Willy Grün, cujo mandato durou de 1º de agosto de 1980 a 1º de janeiro de 1986 e neste período foi construído o Ginásio de Esportes, o monumento O Pioneiro, o prédio da Companhia Riograndense de Telecomunicações - CRT e implantado o sistema de Discagem Direta a Distância - DDD, construída a primeira creche e concluído o segundo piso da Prefeitura Municipal. Após a redemocratização foram extintas as áreas de Segurança Nacional, e Crissiumal voltou a ter eleições diretas para prefeitos e vice-prefeitos. O prefeito que governou de 1986 a 1988 foi Henrique Ebeling e durante seu mandato ocorreu o asfaltamento da Avenida Castelo Branco, a construção de pontes e de escolas. O prefeito que governou entre 1989 a 1992 foi Luiz de Rosso.

### Formação administrativa
Antes de sua colonização, o município pertencia a Porto Alegre, depois a Rio Pardo em 1809, e a Cachoeira em 1819 e a Espírito Santo de Cruz Alta em 1834. Após a colonização pertenceu a Palmeira das Missões, que se chamava Santo Antônio da Palmeira, e depois a Três Passos. Quando Crissiumal pertencia a Palmeira das Missões, integrava o 11º Distrito desse município, com sede em Santa Teresinha. Em 1944 foi criado o Distrito de Crissiumal pelo Decreto-lei estadual nº 716 de 28 de dezembro, a partir dos distritos de Ivagací, Três Passos e Campo Novo. Em 1954, a Lei Estadual nº 2553 de 18 de dezembro criou o município de Crissiumal, que se desmembrou de Três Passos. Em 1955 foram criados os distritos de Candelária (Lei Municipal nº 54 de 12 de dezembro), Esquina Gaúcha (Lei Municipal nº 58 de 28 de dezembro), e Planalto (Lei Municipal nº 59 de 28 de dezembro), e em 1957, o Distrito de Lajeado Grande (Lei Municipal nº 179 de 9 de julho). Em 1959, Crissiumal perdeu parte de seu território devido a emancipação de Humaitá. Em 1963, o Distrito de Candelária de desmembrou de Crissiumal para formar o município de Boa Vista do Buricá. Em 1987, a lei municipal nº 851 de 12 de dezembro criou o Distrito de Vista Nova.

### História recente

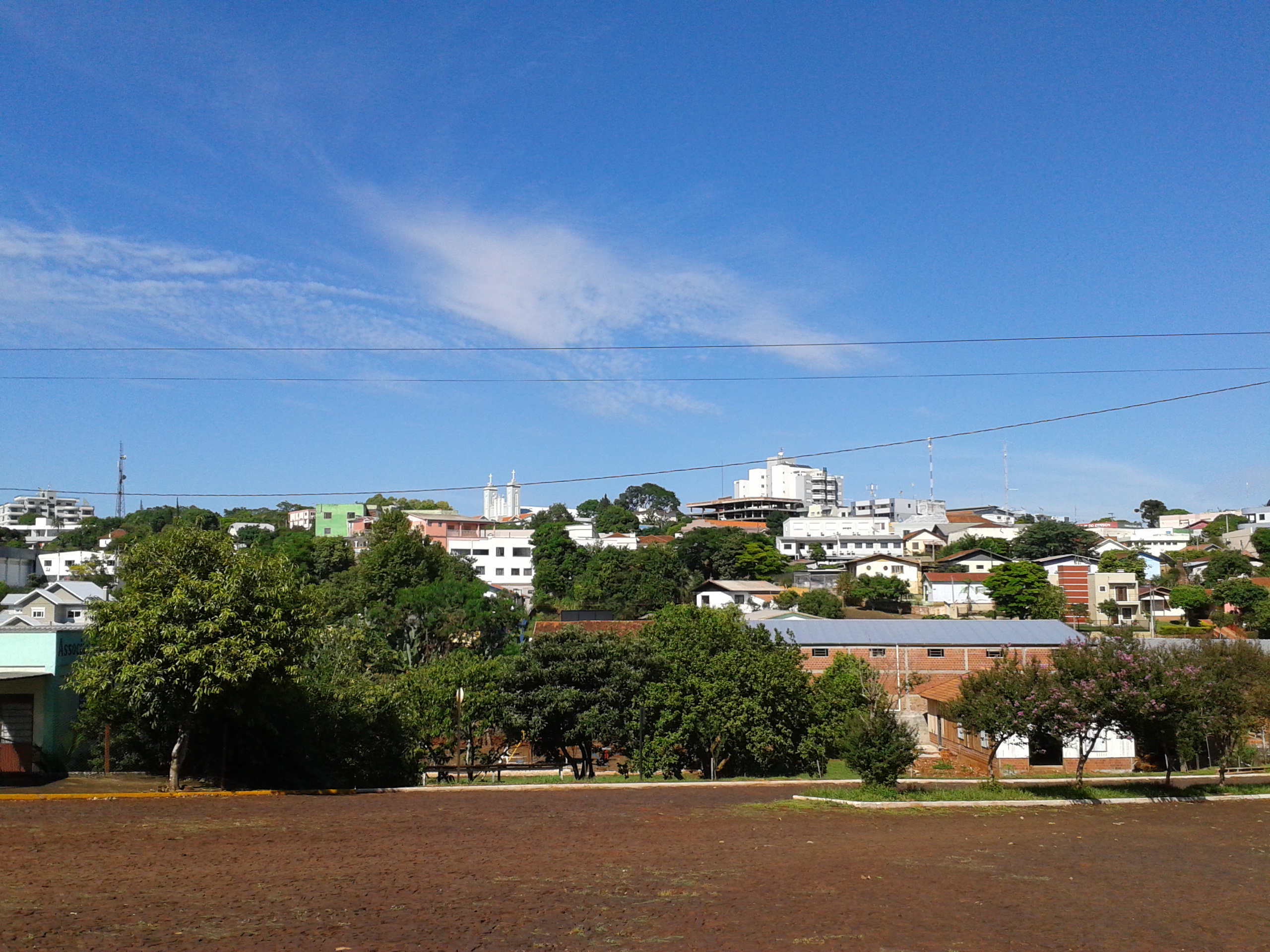
Vista do centro da cidade em 2017 a partir da Avenida Santa Rosa próximo à Praça Recanto Verde.

Henrique Ebeling reelegeu-se prefeito e administrou de 1993 a 1996. Em 1997 Alvício Pereira Duarte assumiu a prefeitura e governou até 2000. Em 2001 tomou posse como prefeito Walter Luiz Heck que se reelegeu e administrou até 2008, quando, no ano seguinte, assumiu Sérgio Drumm, que ocupou o cargo até 2012.
Em 1998 foi criado o Pacto Fonte Nova com o objetivo de apoiar pequenos proprietários rurais para a produção de matérias-primas, agro-industrialização e produção de alimentos. Junto com o programa, criou-se o Serviço de Inspeção Municipal (SIM), que libera Alvarás de Inspeção Municipal, que atestam a qualidade e origem dos produtos industrializados. No final de 2002 as 30 agroindústrias que existiam criaram a cooperativa Cooper Fonte Nova com o objetivo de fortalecer as atividades dos agricultores.
Um evento climático aconteceu em Crissiumal na madrugada do dia 15 de junho de 2005, quando houve uma precipitação de pedras de granizo de 300 g e de até 500 g e vento de mais de 150 km/h. Foi o maior temporal e a maior catástrofe da história do município. Segundo o site GVces "Por volta das 3h30min, vidraças inteiras foram estilhaçadas pelas pedras de gelo do tamanho de laranjas. Rombos nos telhados davam a impressão de que Crissiumal tinha sido alvo de bombardeio." Mais de um terço da cidade foi atingida e houve solidariedade entre a população e moradores de cidades vizinhas, que ajudaram na reconstrução das casas. O governo do Estado do Rio Grande do Sul enviou, para o município, 600 kg de alimentos não-perecíveis, 100 cobertores, 1 700 peças de roupas e calçados, dez bobinas de lona e sementes forrageiras. Outro evento ocorreu em agosto de 2009 quando um temporal danificou casas, lavouras e derrubou árvores.
Em dezembro de 2012, houve uma operação da Polícia Civil do Rio Grande do Sul chamada de Patriota, que investigou crimes de desvio de dinheiro público, fraude e direcionamento de licitações, peculato, compra superfaturada de medicamentos e material de construção para obras públicas e desvio de material do parque de obras para compra de votos nas eleições. 110 agentes cumpriram 25 mandados de busca e apreensão e 13 de prisão.
Nas Eleições municipais de 2012, Walter Luiz Heck foi reeleito prefeito com 50,46% dos votos válidos, contudo, teve o cargo cassado pelo Tribunal Superior Eleitoral em fevereiro de 2015 por oferecer dinheiro e cargos públicos a candidatos e vereadores de uma coligação adversária para que desistissem de suas candidaturas e o apoiassem na campanha. Walter foi declarado inelegível por oito anos a contar de 2012 e, em seu lugar, assumiu o presidente da Câmara de Vereadores Renato Salling, que administrou até a posse de Roberto Bergmann, eleito nas eleições suplementares em junho de 2015.

## Títulos importantes de moradores
Em Crissiumal, reside a campeã estadual de 2018 de Voleibol do Rio Grande do Sul, Laisa Cristina Janke.

## Geografia

### Localização
Localiza-se a uma latitude 27º29'59" sul e a uma longitude 54º06'04" oeste, estando a uma altitude de 410 metros. É delimitado a leste por Três Passos, ao sul por Humaitá e Nova Candelária, a oeste por Horizontina e Doutor Maurício Cardoso, e ao norte pela República Argentina e Tiradentes do Sul. É delimitado de leste a noroeste pelo Rio Lajeado Grande, até sua foz no Rio Uruguai. Ao noroeste, o município é delimitado pelo Rio Uruguai até a foz do Rio Buricá que delimita o município a oeste. Ao sul é delimitado pelo Rio Reúno e seus afluentes e a leste pelo Lajeado Jacu. Crissiumal pertence à Mesorregião Noroeste Rio-grandense e à Microrregião Três Passos. A distância até a capital é controversa, e varia conforme a fonte de dados. Para Pletsch e Vicentini, a distância até Porto Alegre é de 548 km. Pela divisão estadual de Conselhos Regionais de Desenvolvimento, Crissiumal pertence ao Corede Noroeste Colonial (CRNOC) e, na divisão de associações municipais, pertence a Associação de Municípios da Região Celeiro (Amuceleiro).

### Topografia

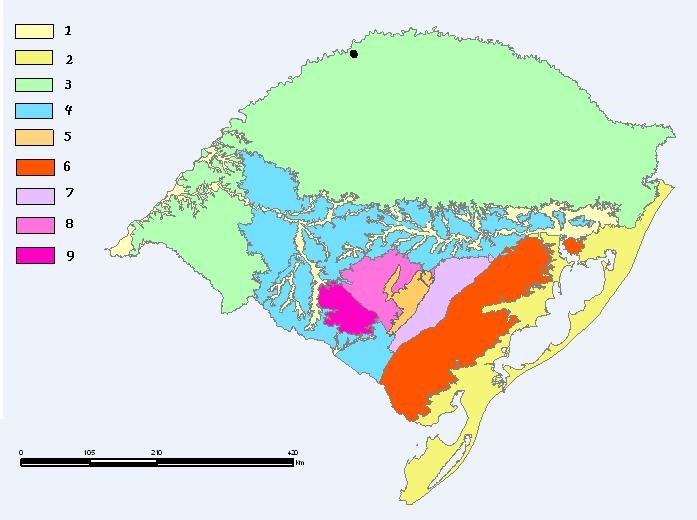
Localização de Crissiumal no Planalto Norte-Rio-Grandense em verde.

O município localiza-se no Planalto Norte-Rio-Grandense, formado por derrames de basalto da Era Mesozóica que ocorreram desde o sul de Goiás até o Rio Grande do Sul, e que formaram o Planalto Meridional do Brasil. O relevo apresenta-se desde suavemente ondulado até fortemente ondulado a montanhoso, sendo mais acidentado nas áreas próximas aos rios Uruguai, Buricá, Lajeado Grande e seus afluentes. No leito desses cursos podem ser encontradas áreas relativamente planas, mas pouco extensas. A menor altitude no município é de aproximadamente 120 metros, situada a oeste, na foz do rio Buricá, e a maior altitude ocorre no oeste, próximo a linha divisória com o município de Humaitá onde chega a atingir 472 metros. A altitude da sede é de 410 metros. O solo é derivado de rochas ígneas básicas da Formação Serra Geral, tendo o basalto como substrato e predomina o latossolo roxo distrófico e o chernossolo. O latossolo é profundo, bem drenado, ácido e de baixa fertilidade, e pode ser usado para a agricultura, desde que corrigida a fertilidade química. Já o chernossolo é um solo escuro no horizonte A, devido à matéria orgânica, possuem alta fertilidade e é raso ou profundo.

### Hidrografia

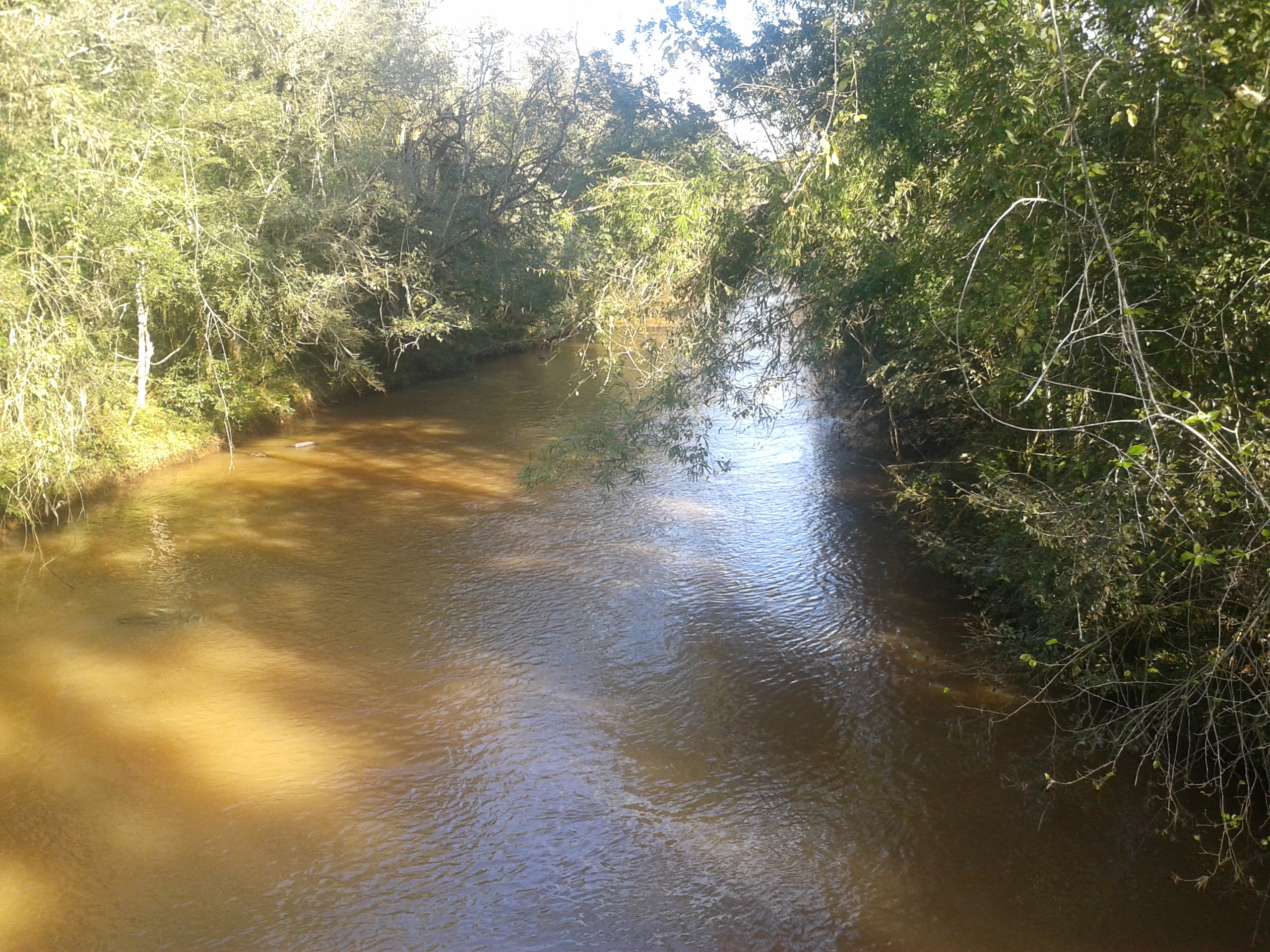
Rio Lajeado Grande.

Está localizado na Bacia Hidrográfica do Rio Uruguai e Sub-bacia dos rios Turvo-Santa Rosa-Santo Cristo. Os principais rios são os rios Uruguai, Buricá, Lajeado Grande e Reúno, além de outros cursos d'água de menor porte que recebem a denominação de lajeados, dentre eles o Principal, Caçador, Mirim, Teimoso, Fazenda e Nass. O Rio Uruguai se forma pela junção dos rios Canoas e Pelotas, na divisa entre Rio Grande do Sul e Santa Catarina e demarca a fronteira entre Brasil e Argentina. Esse rio desemboca no Rio da Prata e tem como principais afluentes no Brasil os rios Canoas, Pelotas, Passo Fundo, Chapecó, Ijuí, Ibicuí e Quaraí. O Rio Lajeado Grande nasce da junção dos rios Lajeado Herval Novo e Lajeado Herval Grande em Campo Novo. Seu fluxo aumenta a medida que passa pelos municípios de Crissiumal, Três Passos e Tiradentes do Sul até desembocar no Rio Uruguai. Já o Rio Buricá tem uma extensão de 195 km e suas principais nascentes estão em Chiapetta e as nascentes de seu principal tributário, o Rio Inhacorá, estão em Santo Augusto, Chiapetta, São Valério do Sul e Alegria. Os rios têm potencial para a geração de energia elétrica. A suinocultura contamina os cursos hídricos e a agricultura mecanizada acelera a erosão que traz solo até os rios.
O território de Crissiumal está localizado, em parte, sobre o Sistema Aquífero Serra Geral I e, em parte sobre o Sistema Aquífero Serra Geral II. O Aquífero Serra Geral I ocupa a área sudeste do município, inclusive a área urbana, sendo capeado por espesso solo avermelhado, e apresenta capacidade específica entre 1 e 4 m3/h/m. Já o Aquífero Serra Geral II ocupa a área próxima ao Rio Uruguai e tem capacidade específica inferior a 0,5 m3/h/m. O Aquífero Serra Geral I apresenta alta a média possibilidade para águas subterrâneas em rochas com porosidade por fraturas. Já no Aquífero Serra Geral II a possibilidade para águas subterrâneas é média a baixa.

### Meio Ambiente

#### Flora
A área de Crissiumal está incluída no bioma da Mata Atlântica. O município se encontra na região agroecológica do Alto Vale do Rio Uruguai e sub-região de Três Passos. A vegetação pertence a floresta estacional decidual. Apresenta elevada porcentagem de espécies exclusivas da floresta subtropical, número relativamente pequeno de espécies arbóreas altas e quase ausência de epífetas. Atualmente, a formação florestal encontra-se fragmentada em pequenas parcelas esparsas entre lavouras, principalmente as de milho, trigo e soja. As espécies da flora mais abundantes pertencem as famílias Leguminosae, Boraginaceae, Sapindaceae e Rutaceae. A vegetação ocupa de 10 a 20% da área do município, sendo que o restante é ocupado por lavouras anuais e pastagens. Em 2008, a floresta ocupava 11 589,15 ha, e o restante era solo exposto, campo, lâmina d'água e área urbana. De 1988 a 2008 houve uma regeneração florestal de 6 271,28 ha devido ao aumento do tamanho dos fragmentos florestais remanescentes, ao surgimento de vegetação pioneira em espaços anteriormente agrícolas, e pelo plantio de florestas comerciais, principalmente de Eucalyptus e Pinus.
O desmatamento, de 1988 a 2008, foi de 1 508,04 ha e ocorreu em áreas atualmente ocupadas por atividades agrícolas. Entre as espécies da flora da região pode-se citar a paineira (Chorisia speciosa), a canafístula (Peltophorum debium), o alecrim (Holocalyx balanade), a grápia (Apuleia leiocarpia), a cabriúva (Myrocarpus frondosus) e o ipê-roxo (Tabebuia avellanedae). O município não tem áreas de preservação permanente e, dessa forma, são áreas de preservação aquelas previstas no Código Florestal Brasileiro que estabelece uma faixa de preservação de largura mínima ao longo de rios ou cursos d'água que varia de acordo com a largura do rio, e também ao redor de lagoas, nas nascentes, nos topos de morros e nas encostas com declividade superior a 45%.

#### Fauna
A fauna é composta por alguns mamíferos, aves de várias espécies, alguns répteis e peixes. Entre as espécies da fauna existentes na região pode-se citar as aves  carcará (Pyrrhocoma rufiops), gavião carijó (Buteo maguirostris), juriti pupu (Leptotila verreauxi), cardeal (Paroaria coronata), joão-de-barro (Furinarius ruflus), pica-pau-do-campo (Colaptes campestris); os mamíferos gato do mato (Leopardus tigrinus), mão pelada (Procyon cancrivorus), preá (Cavia aperea), tatu peludo (Eupharactus sexcinctus); e os répteis falsa coral (Oxyrhopus rhombifer), jararaca do banhado (Mastigodryas SP), cobra coral (Micrurus SP), e lagartixa comum (Schreibersii SP). Seis espécies da fauna estão ameaçadas, das quais três são anfíbios. As fêmeas de algumas espécies de peixes procuram as cabeceiras dos afluentes do Rio Uruguai como o Lageado Grande para desovarem.

#### Praças
- Praça 25 de Julho: está localizada entre as ruas Guarita, Caçapava, Dr. Becker e Avenida Palmeiras. Foi nesse local, no início do povoamento, que os filhos dos colonizadores passavam os finais de semana, brincando, em meio a guanxumas. Ao redor dela estabeleceram-se os primeiros moradores, a Igreja Católica, um hotel e a Estação Rodoviária. Há nela árvores nativas, ornamentais e frutíferas de 30 espécies diferentes.[20]
- Praça Jacob Francisco Nedel: foi inaugurada em 2006 e recebeu esse nome em homenagem ao imigrante Jacob Francisco Nedel. Possui um parque com brinquedos e uma placa com a biografia de Jacob.[2]
- Praça Recanto Verde: está localizada entre a Avenida Santa Rosa e a Rua Horizontina e tem um bosque formado por árvores nativas plantadas pela população e um parque com brinquedos feitos com madeira rústica.[2]
- Praça Gervásio Henrique da Rosa: recebeu esse nome em homenagem ao primeiro patroleiro de Crissiumal. Em seu centro há uma figueira plantada por Gervásio, cujos galhos se estendem por alguns metros.[2]
- Minipraça: é um pequeno triângulo próximo à rótula do Monumento O Pioneiro na Avenida Palmeiras das Missões. Possui plantas exóticas, pedras, um banco e um balanço rústicos.[2]
- Praça Lindolfo Schmidt: está localizada na Avenida Palmeiras das Missões próximo ao Parque Municipal de Obras e recebeu esse nome em homenagem a um dos primeiros comerciantes de Linha Brasil. Nela está exposta a primeira patrola da Prefeitura de Crissiumal.[2]
- Praça João Armindo Schaffer: está localizada no Bairro Vila Nova e recebeu esse nome em homenagem a um professor e vereador que morou nesse bairro.[2]
- Praça da Liberdade: localizada no Bairro Industrial.[56]

#### Problemas Ambientais

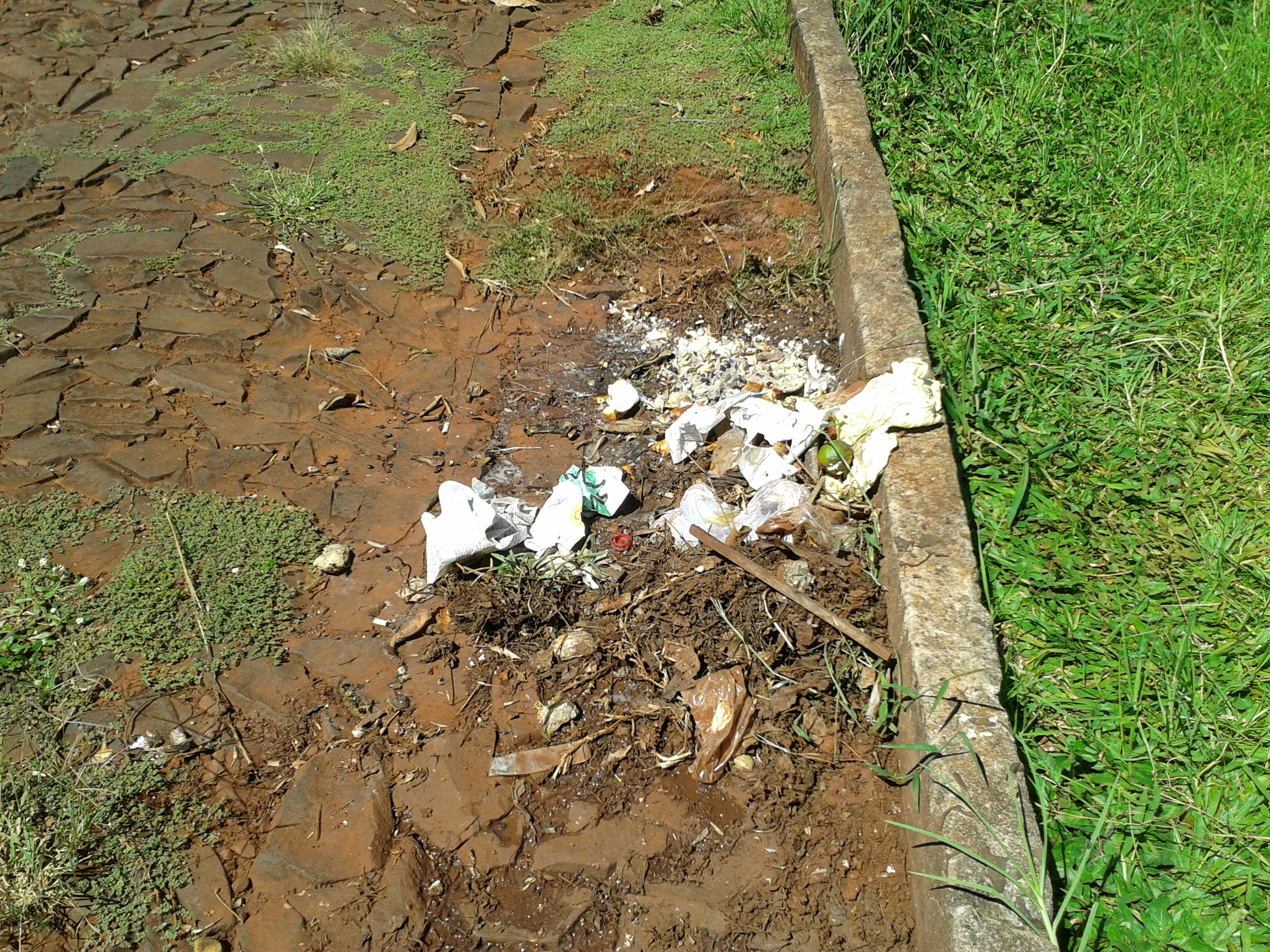
Lixo depositado de maneira inadequada em uma via pública em Crissiumal. De acordo com o Censo Demográfico de 2010, 24 domicílios jogavam o lixo em terreno baldio ou logradouro no município.

Segundo a Atlas Socioeconômico do Rio Grande do Sul, os principais problemas ambientais na Bacia do Rio Uruguai, à qual Crissiumal pertence, são o despejo de esgoto sem tratamento em cursos d'água, despejo de resíduos líquidos provenientes principalmente da suinocultura e avicultura, desmatamento, exploração de água do subsolo que pode contaminar fontes de água mais profundas, erosão e compactação do solo agrícola, contaminação do solo e da água por agroquímicos, estiagens e enchentes recorrentes, e assoreamento de fluxos d'água. Na sub-bacia dos Rios Turvo-Santa Rosa-Santo Cristo há também ocupação de áreas de preservação permanente e ausência de mata ciliar. A pecuária e a agricultura, que utilizam grande quantidade de fertilizantes, podem desestabilizar o ciclo do nitrogênio e afetar a qualidade da água e, além disso, a decomposição de resíduos como fezes, urina e ração podem contaminar o ar, a água e o solo. Dentre as atividades antrópicas do município registradas na Fundação Estadual de Proteção Ambiental Henrique Luiz Roessler - FEPAM as principais são a criação de suínos, depósito/comércio varejista de combustíveis (postos de gasolina), depósitos de agrotóxicos, sistema de abastecimento de água com barragem e transporte rodoviário de produtos e/ou resíduos perigosos. Um passivo ambiental em Crissiumal se localiza no Bairro Industrial onde casas foram construídas sobre um local no qual havia um depósito de resíduos, sendo que ainda há formação de odores, gases e líquido percolado.

### Clima

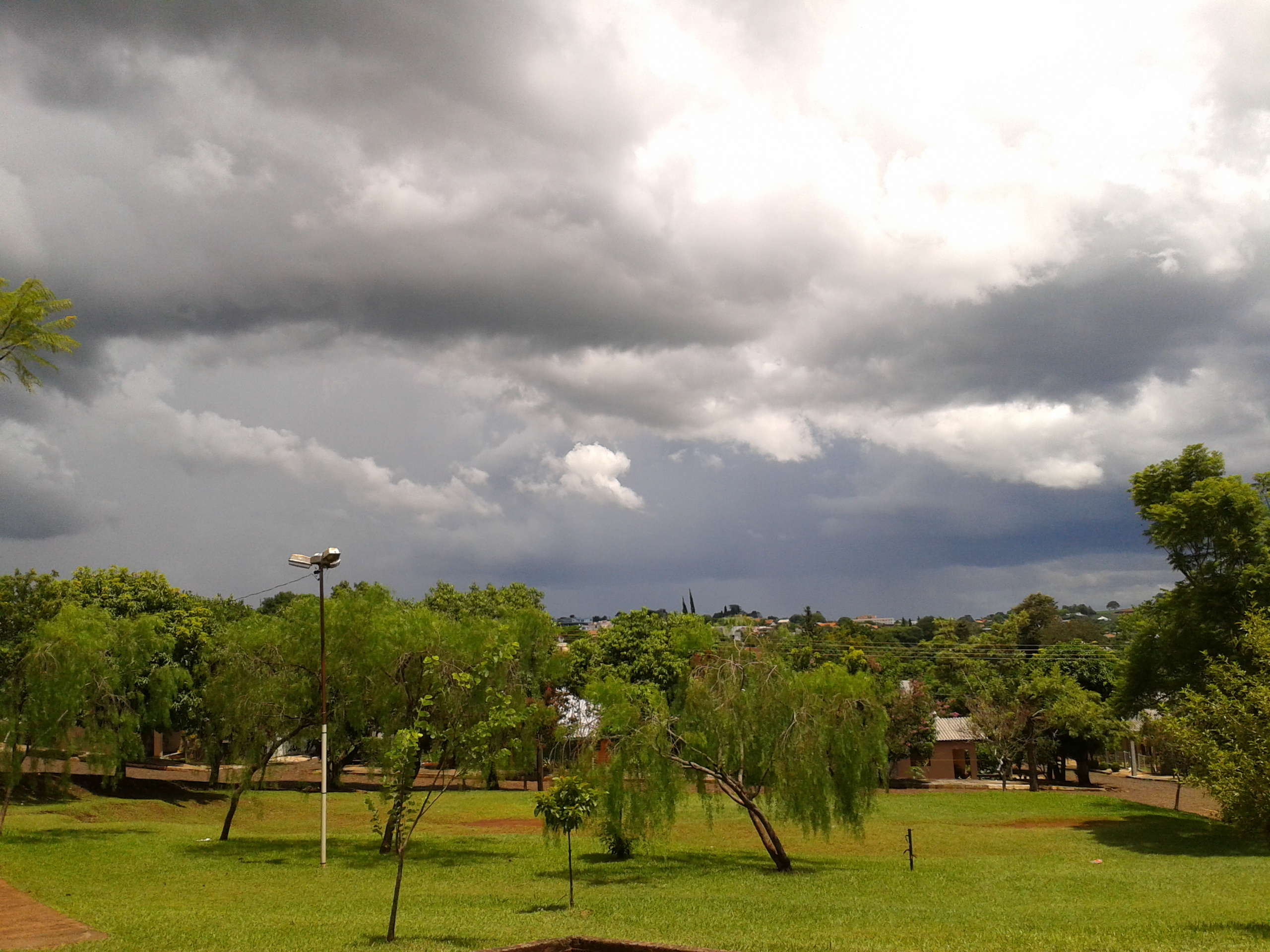
Dia nublado em Crissiumal visto a partir da praça do Bairro União.

Crissiumal tem um clima subtropical úmido. Sua posição no extremo sul do país propicia quatro estações bem definidas em termos de temperatura, e chuvas bem distribuídas ao longo do ano. Os verões, do mês de dezembro a março, são bastante quentes, ao passo que os invernos, entre os meses de junho e setembro, são moderadamente frios com temperaturas mínimas próximas de 9 °C. As temperaturas máximas, nessa estação, estão entre 18 °C e 20 °C. A primavera e o outono têm temperaturas amenas e agradáveis. O clima caracteriza-se por ser uma zona úmida, com precipitação abundante, formação de nevoeiros e ocorrência de geadas. A temperatura média anual é de 18 °C e a temperatura absoluta máxima pode ultrapassar 41,0 °C. A amplitude térmica se situa entre 0 °C e 38 °C. Nos meses de junho a agosto a temperatura diminui e podem ocorrer fortes geadas que é um fenômeno normal devido a latitude e orografia. Ao longo do Rio Uruguai ocorre neblina formada pela umidade que impede a formação de geada, o que favorece o desenvolvimento da agricultura. A pluviosidade é intensa e bem distribuída ao longo do ano, sendo os meses de inverno, de julho a setembro, os mais úmidos e o volume de chuva anual normalmente é superior a 1 650 mm e inferior a 2 000 mm. A umidade relativa do ar é muito alta pois varia de 75% a 85%, sendo que no verão e na primavera os valores ficam em torno de 68% a 85% e no outono e no inverno entre 76% e 90%.
Alguns eventos climáticos como neve, geada, seca, enchente, vendaval e granizo marcaram Crissiumal. No dia 20 e 21 de agosto de 1965 houve precipitação de neve. O fenômeno começou às dez horas de um dia e se estendeu até o dia seguinte formando camadas superiores a um metro de neve em alguns lugares. Telhados de casas e galpões desabaram, fios telefônicos e de energia elétrica romperam, canos de água estouraram, gado e animais silvestres morreram. Em agosto de 2010 houve precipitação de grãos de gelo também conhecida como neve granular ou graupel que, segundo meteorologistas, é uma ocorrência rara em altitudes menores. A maior seca durou quatro meses, do final de 2004 a meados de 2005, quando foi decretado situação de emergência. A estiagem motivou o adiamento do início das aulas em duas escolas municipais e causou perda total da lavoura de soja e milho. A maior enchente ocorreu em 1983 quando o Rio Uruguai alcançou 25 metros. Outra enchente aconteceu em 29 de junho de 2014 quando o Rio Uruguai atingiu 19,77 m. Em 2005 houve uma precipitação de granizo que atingiu a cidade e algumas localidades do interior. Nesse evento, aproximadamente 570 pessoas ficaram desabrigadas e mais de 100 foram atendidas com ferimentos no Hospital de Caridade.
| Dados climatológicos para Crissiumal | Dados climatológicos para Crissiumal | Dados climatológicos para Crissiumal | Dados climatológicos para Crissiumal | Dados climatológicos para Crissiumal | Dados climatológicos para Crissiumal | Dados climatológicos para Crissiumal | Dados climatológicos para Crissiumal | Dados climatológicos para Crissiumal | Dados climatológicos para Crissiumal | Dados climatológicos para Crissiumal | Dados climatológicos para Crissiumal | Dados climatológicos para Crissiumal | Dados climatológicos para Crissiumal |
| Mês                                  | Jan                                  | Fev                                  | Mar                                  | Abr                                  | Mai                                  | Jun                                  | Jul                                  | Ago                                  | Set                                  | Out                                  | Nov                                  | Dez                                  |                                      |
| ------------------------------------ | ------------------------------------ | ------------------------------------ | ------------------------------------ | ------------------------------------ | ------------------------------------ | ------------------------------------ | ------------------------------------ | ------------------------------------ | ------------------------------------ | ------------------------------------ | ------------------------------------ | ------------------------------------ | ------------------------------------ |
| Temperatura máxima média (°C)        | 30,9                                 | 30,1                                 | 28,0                                 | 24,6                                 | 21,7                                 | 20,4                                 | 21,2                                 | 23,0                                 | 24,9                                 | 27,3                                 | 29,1                                 | 28,8                                 |                                      |
| Temperatura média (°C)               | 24,6                                 | 24,0                                 | 21,8                                 | 18,7                                 | 15,9                                 | 14,7                                 | 15,1                                 | 16,6                                 | 18,5                                 | 20,8                                 | 22,4                                 | 22,4                                 |                                      |
| Temperatura mínima média (°C)        | 18,4                                 | 17,9                                 | 15,7                                 | 12,8                                 | 10,2                                 | 9,1                                  | 9,0                                  | 10,3                                 | 12,1                                 | 14,3                                 | 15,8                                 | 16,1                                 |                                      |
| Precipitação (mm)                    | 153                                  | 144                                  | 135                                  | 157                                  | 166                                  | 157                                  | 127                                  | 130                                  | 150                                  | 182                                  | 145                                  | 143                                  |                                      |
| Fonte: Climate-Data.org              |                                      |                                      |                                      |                                      |                                      |                                      |                                      |                                      |                                      |                                      |                                      |                                      |                                      |

## Demografia
A população de Crissiumal em 2016 estimada pelo Instituto Brasileiro de Geografia e Estatística (IBGE) era de 14 233 habitantes, com uma densidade demográfica de 38,89 habitantes por quilômetro quadrado. Segundo o Censo de 2010, 6 903 habitantes eram homens e 7 171 eram mulheres . Ainda segundo o mesmo censo 43,48% da população era urbana (6 124 habitantes viviam na zona urbana e 7 960 na zona rural) . A expectativa de vida ao nascer é de 75,11 anos e o coeficiente de mortalidade infantil é de 8,47 por mil nascidos vivos.
O Índice de Desenvolvimento Humano Municipal (IDH-M) de Crissiumal é considerado alto pelo Programa das Nações Unidas para o Desenvolvimento (PNUD). O IDH varia de 0 a 1, quanto mais próximo de 0, pior o desenvolvimento humano; quanto mais próximo de 1, melhor. Seu valor no ano de 2010 era de 0,712. Considerando apenas a educação, o valor do índice é de 0,616, enquanto o do Brasil é 0,637. O índice da longevidade é de 0,835 (o brasileiro é 0,739) e o de renda é de 0,702 (o do Brasil é 0,816). O coeficiente de Gini, que mede a desigualdade social, é de 0,39, sendo que 1,00 é o pior número e 0,00 é o melhor. A incidência da pobreza, medida pelo IBGE, é de 17,71%, o limite inferior da incidência de pobreza é de 11,56%, o superior é de 23,87% e a incidência da pobreza subjetiva é de 12,82%.
Entre 1991 e 2000 a população de Crissiumal diminuiu 3 003 habitantes. É possível que essa diferença ocorreu devido a um fluxo de emigração para as Regiões Metropolitana, Litoral Norte e Serra do Rio Grande do Sul pois, entre 1995 e 2000, o saldo de migração da região do COREDE Noroeste Colonial, ao qual Crissiumal pertencia, foi de -12 862, enquanto que as regiões dos COREDEs Metropolitano Delta do Jacuí, Serra e Litoral tiveram um saldo positivo entre 15 000 e 20 000.
Evolução demográfica de Crissiumal

### Composição racial
A classificação do IBGE segundo cor ou raça encontra-se dividida nas seguintes categorias: brancos, pardos, pretos, amarelos e indígenas. Os negros correspondem ao somatório das populações pardas e pretas. A composição por cor ou raça é verificada pela autodeclaração. No ano de 2010, a população crissiumalense era composta por 12 657 brancos (89,87%); 1 311 pardos (9,31%) e 108 pretos (0,77%). Os brancos são descendentes, principalmente, de alemães, italianos e poloneses.

### Religião
Religião em Crissiumal(Censo de 2010)
A cidade de Crissiumal está localizada no país mais católico do mundo em números absolutos, contudo, a Constituição prevê liberdade de religião, ou seja, proíbe qualquer tipo de intolerância religiosa e a Igreja e o Estado estão oficialmente separados, sendo o Brasil um país secular. Em outubro de 2009 foi aprovado pelo Senado e decretado pelo Presidente da República em fevereiro de 2010, um acordo com o Vaticano, em que é reconhecido o Estatuto Jurídico da Igreja Católica no Brasil. O projeto sofreu críticas de parlamentares que entendiam como o fim do Estado laico com a aprovação do acordo.
Tal como a variedade cultural em Crissiumal, são diversas as manifestações religiosas presentes na cidade. Embora tenha se desenvolvido sobre uma matriz social eminentemente católica, é possível encontrar atualmente na cidade dezenas de denominações protestantes diferentes. Além disso, o crescimento dos evangélicos também tem sido notado chegando a 34,69% da população. De acordo com dados do censo de 2010, realizado pelo Instituto Brasileiro de Geografia e Estatística, a população de Crissiumal é composta por Católicos (64,48%), evangélicos (34,69%), espíritas (0,09%) e Testemunhas de Jeová (0,06%). O percentual dos que não possuem filiação religiosa alguma é 0,36% - inferior à média nacional, de 7,3%. Dos evangélicos, 3 228 são da Igreja Evangélica Luterana, 677 da Igreja Evangélica Pentecostal, 310 da Igreja Assembleia de Deus e 179 da Igreja Evangelho Quadrangular.

## Política
De acordo com a Constituição de 1988, Crissiumal está localizada em uma república federativa presidencialista. Essa forma de governo foi inspirada no modelo estadunidense, no entanto, o sistema legal brasileiro segue a tradição romano-germânica do direito positivo. A administração municipal se dá pelo poder executivo e pelo poder legislativo e todos os membros desses poderes são eleitos diretamente.
Em Crissiumal, o Poder Executivo é representado pelo prefeito e gabinete de secretários, em conformidade ao modelo proposto pela Constituição Federal. A Lei Orgânica do Município, porém, preceitua que a administração pública deve conferir à população ferramentas efetivas ao exercício da democracia participativa. O primeiro prefeito da cidade foi Lauro Pedro Thomas, eleito em 20 de fevereiro de 1955 e que tomou posse em 28 de fevereiro de 1955. Em treze mandatos, onze prefeitos passaram pela prefeitura de Crissiumal. O prefeito até 2020 é Roberto Bergmann, do Partido do Movimento Democrático Brasileiro (PMDB), eleito na eleição suplementar em 2015, reeleito nas Eleições municipais no Brasil em 2016 e empossado no ano seguinte. Ele obteve 5 351 votos válidos, 55,20% dos votos no primeiro turno.. Por ter menos de 200 mil eleitores o município não teve segundo turno.

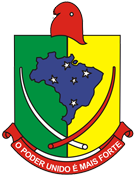
Brasão do Poder Legislativo Municipal.

O Poder Legislativo é constituído à câmara municipal, composta por 9 vereadores eleitos para mandatos de quatro anos (em observância ao disposto no artigo 29 da Constituição, que disciplina um número máximo de nove para municípios com até 15 000 habitantes). Cabe à casa elaborar e votar leis fundamentais à administração e ao Executivo, especialmente o orçamento participativo (Lei de Diretrizes Orçamentárias). Atualmente (2017) a Câmara é composta por três vereadores do Partido do Movimento Democrático Brasileiro (PMDB), dois do Partido Social Democrático (PSD), uma do Partido Comunista do Brasil (PC do B), um do Partido Trabalhista Brasileiro (PTB), um do Partido Progressista (PP) e uma do Partido Socialista Brasileiro (PSB). O Poder Judiciário local é exercido através da Comarca de Crissiumal, que atende os municípios de Crissiumal e Humaitá, e foi criada pela Lei Estadual nº 2 666, de 6 de agosto de 1955, desmembrando-se da comarca de Três Passos. Crissiumal também é sede da 91ª zona eleitoral que abrange os municípios de Crissiumal, Humaitá e Sede Nova. De acordo com o Tribunal Superior Eleitoral, o município possuía em 2016 cerca de 11 506 eleitores.
Existem também os conselhos municipais, que atuam em complementação ao processo legislativo e ao trabalho engendrado nas secretarias. Obrigatoriamente formados por representantes de vários setores da sociedade civil organizada, acenam em frentes distintas. Os seguintes conselhos municipais estão atualmente em atividade: Conselho Municipal de Política Agrícola, Pecuária e Irrigação, dos Direitos da Mulher (COMDIM), de Proteção ao Meio Ambiente (COMPAM), de Habitação, de Cultura, do Idoso, de Transporte Escolar, de Saneamento Ambiental (CONSAM), Antidrogas, de Desportos (CMD), dos Direitos da Criança e do Adolescente (COMDICA), de Saúde (CMS), de Trânsito, de Gestão Transparente e de Educação.

### Lei

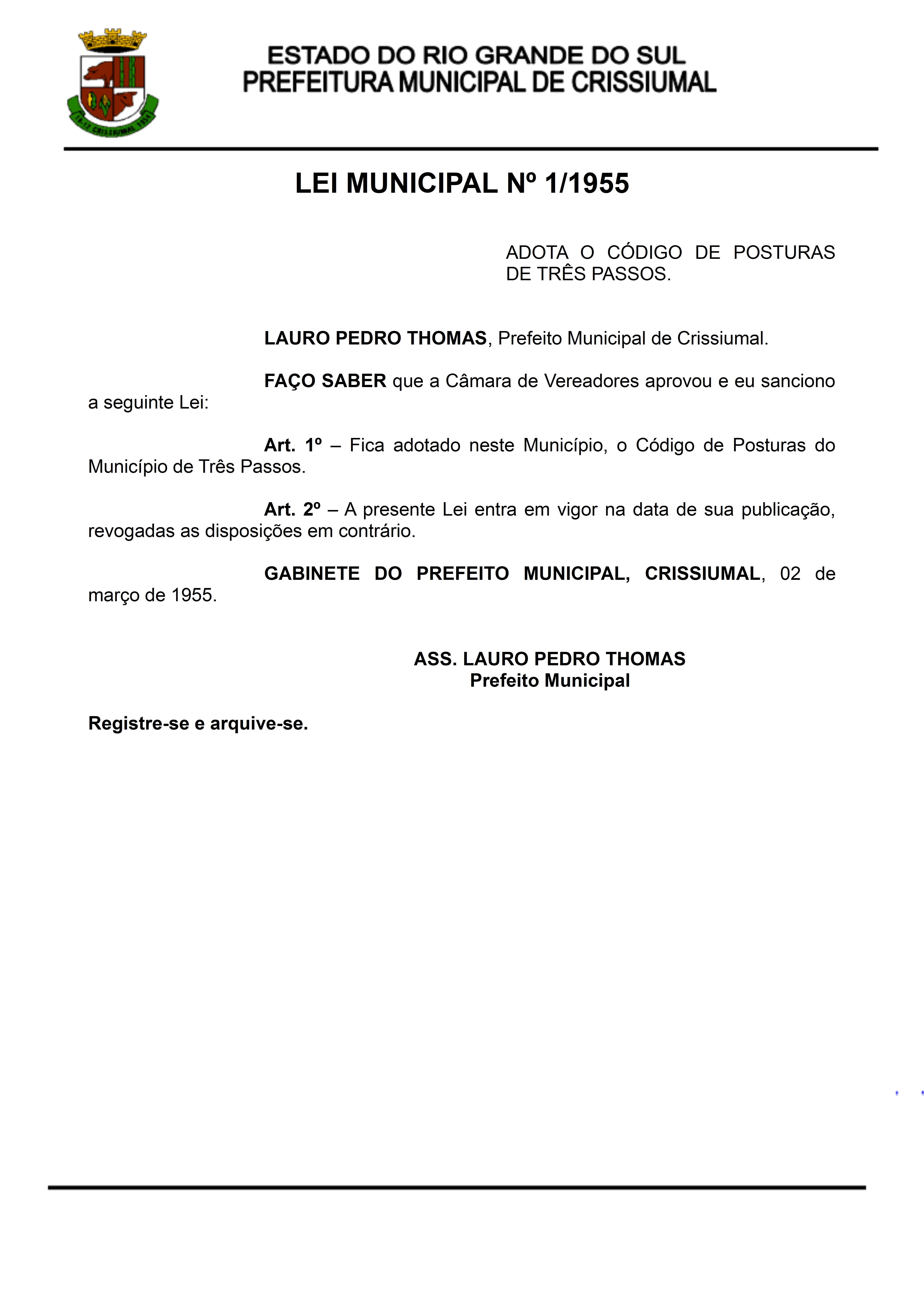
Lei municipal número 1 de 2 de março de 1955.

A lei brasileira é baseada na tradição do código civil, parte do sistema romano-germânico. Assim, os conceitos de direito civil prevalecem sobre práticas de direito comum. A maior parte da legislação brasileira é codificada, apesar de os estatutos não codificados serem uma parte substancial do sistema, desempenhando um papel complementar. O sistema jurídico baseia-se na Constituição Federal, que foi promulgada em 5 de outubro de 1988 e é a lei fundamental do Brasil. Os municípios têm autonomia para elaborar sua Lei Orgânica e leis, contudo, essa autonomia legislativa é limitada pelos princípios da Constituição Federal e pelas prescrições da Constituição do Estado ao qual pertencem. A Lei Orgânica é uma espécie de Constituição do município e deve ser votada em dois turnos com interstício mínimo de dez dias e aprovada por dois terços dos membros da Câmara Municipal. A Lei Orgânica do Município de Crissiumal em vigor foi promulgada no dia 25 de novembro de 2003.
Compete ao município elaborar seu orçamento anual, plano plurianual e a lei de diretrizes orçamentárias, estabelecer normas de construção, de loteamento, de arruamento e de zoneamento urbano, regulamentar a utilização dos logradouros públicos, regulamentar os serviços de transporte coletivo e de táxis e regulamentar a afixação de cartazes e anúncios. Segundo o Supremo Tribunal Federal, o município tem competência de criar leis que fixam o horário de funcionamento de estabelecimentos comerciais, leis sobre meio ambiente no limite de seu interesse local e sobre a extensão da gratuidade do transporte público coletivo urbano. Compete também ao município elaborar o Código Tributário Municipal que cria normas sobre os impostos, taxas e contribuições de competência do município que são o IPTU, o ISS, o ITBI, as taxas de serviços, a taxa pelo serviço de polícia, e a contribuição de melhoria.

### Símbolos
Os símbolos do município de Crissiumal são a bandeira, o brasão e o hino. O brasão e a bandeira foram instituídos como símbolos pela Lei Municipal nº 472, de 28 de dezembro de 1977. O brasão é constituído por um escudo português, dividido por uma cruz em preto, que representa o ingresso de jesuítas e espanhóis no território do município. Em um ângulo desse escudo está um conjunto de taquaras de criciúma, que deu nome ao município e, em outro ângulo, um espécime de bovino, cuja criação tem importância para o município. Abaixo do escudo, há uma faixa com a inscrição 18/12 - Crissiumal - 1955, e acima está uma coroa com três torres. As cores da bandeira são o vermelho, que representa a tenacidade e a força de trabalho de sua gente, o azul que representa o céu que cobre de esperança o município, e o branco, que é uma mensagem de fé de seus habitantes. O hino de Crissiumal surgiu por meio de um concurso promovido pelo Centro de Cultura. A primeira estrofe do hino descreve a formação do primeiro núcleo de colonização em Crissiumal:
"Entre matas, criciúmas e agreste,

Novo núcleo em clareiras se abriu,

Palmilhando a região noroeste,

Crissiumal bela e forte surgiu."

## Subdivisões

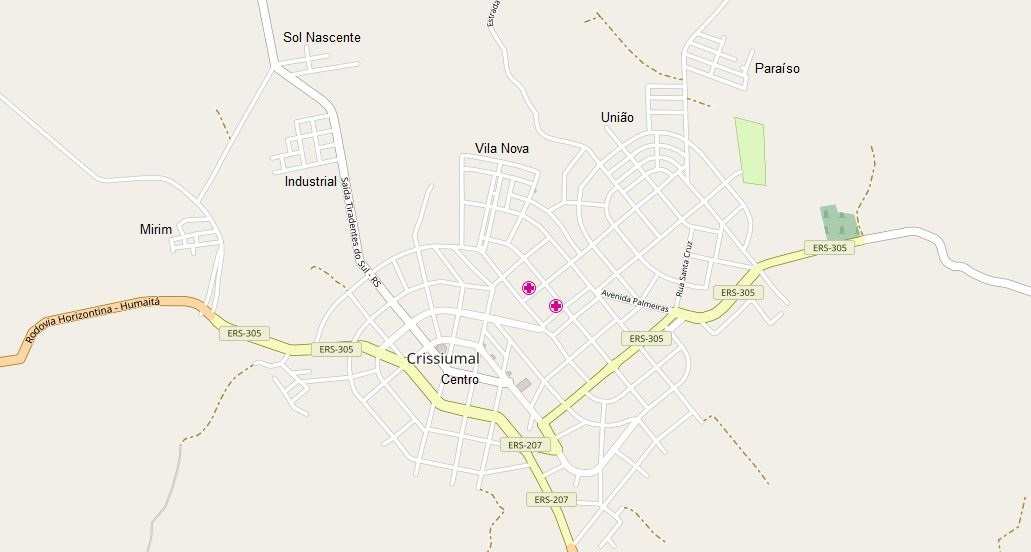
Mapa da área urbana de Crissiumal

De acordo com a Lei Orgânica do Município de Crissiumal, seu território divide-se em três categorias: o Perímetro Urbano, que compreende a cidade, a circunscrição urbana, que forma os Distritos e bairros, e a Zona Rural, que são as propriedades rurais e chácaras. De acordo com o Plano Diretor de Crissiumal, o município se divide em Macrozonas. O macrozoneamento fixa as regras de ordenamento do território e objetiva definir diretrizes para a utilização dos instrumentos de ordenação territorial e de zoneamento de uso e ocupação do solo. São macrozonas as macrozonas urbanas, as macrozonas rurais, a macrozona turística e a macrozona especial.
As macrozonas urbanas são a macrozona urbana consolidada, formado pelo perímetro urbano da sede municipal, onde se concentra a maior população urbana do município, e a macrozona urbana de uso controlado formada pelas localidades consideradas como áreas urbanas distritos da Sede, Esquina Gaúcha, Vista Nova, Lajeado Grande e Planalto. As macrozonas rurais caracterizam-se por áreas aptas para atividades agropecuárias e outras relacionadas ao setor primário. As macrozonas rurais são as macrozonas de São Sebastião, Esquina Gaúcha, Três Ilhas, Vista Alegre, Esquina Uruguai, Linha Brasil, Alto Crissiumal, Boa Esperança, Bela Vista Schmidt, Bela Vista Brem, São Vicente e Vila Bender. A macrozona turística corresponde a área que possui uso turístico, onde devem ser incentivados, o uso residencial, o turismo, o lazer, implantação de equipamentos de hospedagem, comércio, serviços e apoio ao turismo. A macrozona especial corresponde à área industrial.

## Economia
Nos dados do IBGE de 2014 o município possuía 268 333 mil reais no seu Produto Interno Bruto dos quais 17 132 mil eram de impostos, líquidos de subsídios, sobre produtos. O PIB per capita era de R$ 18 744,87 em 2014.
| PIB de Crissiumal em 2014 comparado a outros municípios do Rio Grande do Sul | PIB de Crissiumal em 2014 comparado a outros municípios do Rio Grande do Sul | PIB de Crissiumal em 2014 comparado a outros municípios do Rio Grande do Sul |
| ---------------------------------------------------------------------------- | ---------------------------------------------------------------------------- | ---------------------------------------------------------------------------- |
| 1º                                                                           | Porto Alegre                                                                 | 63 990 644 mil                                                               |
| 2º                                                                           | Caxias do Sul                                                                | 22 376 338 mil                                                               |
| 154º                                                                         | Crissiumal                                                                   | 268 333 mil                                                                  |
| 497º                                                                         | Benjamin Constant do Sul                                                     | 26 005 mil                                                                   |

De acordo com o IBGE a cidade possuía, no ano de 2014, 1 021 estabelecimentos comerciais e 2 687 trabalhadores ocupados, sendo 2 206 trabalhadores ocupados assalariados. Salários juntamente com outras remunerações somavam 40 182 mil reais e o salário médio mensal de todo município era de 1,8 salário mínimo.
Evolução do PIB de Crissiumal
(em milhões de reais)

### Setor Primário

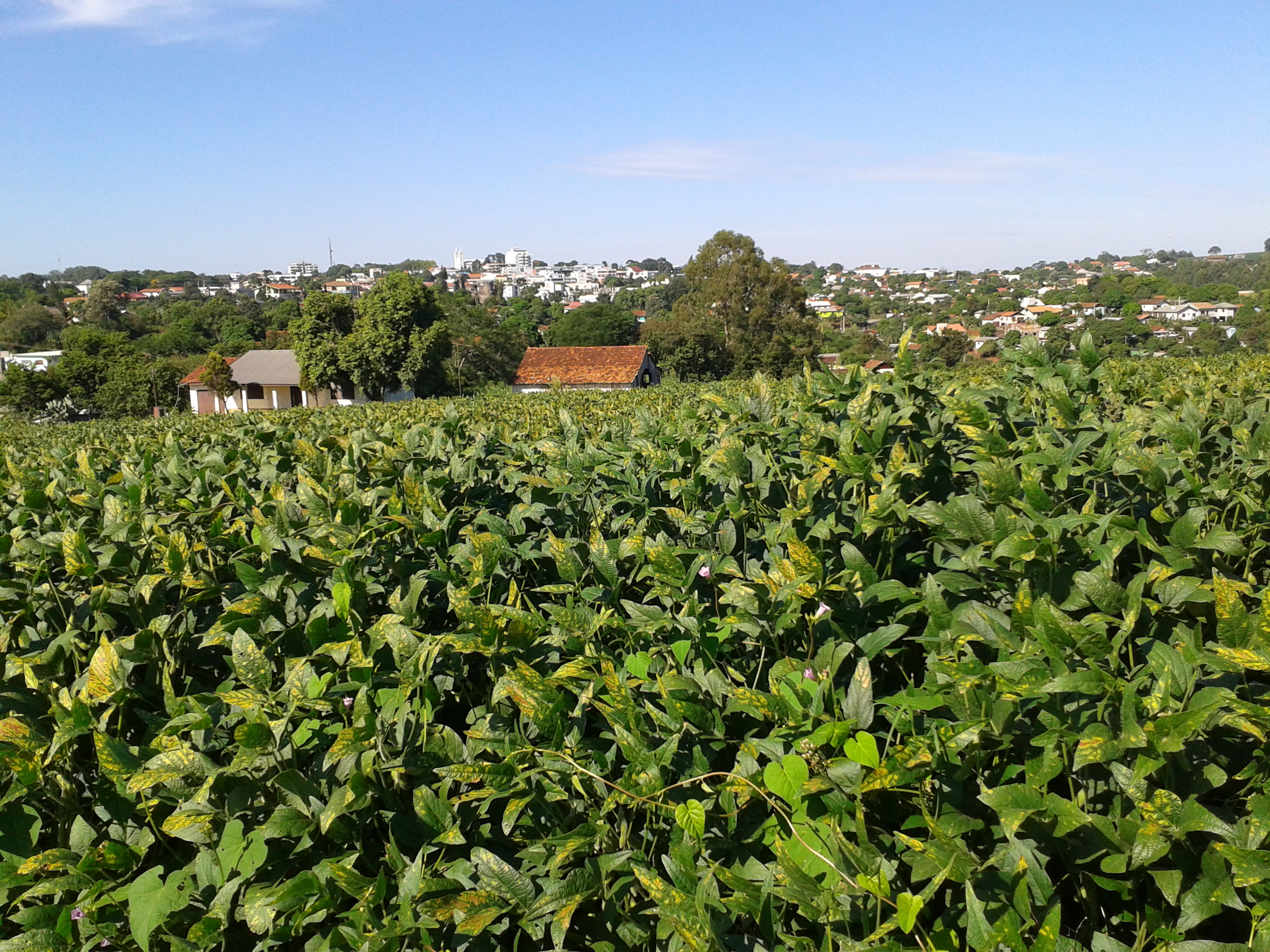
A soja é o principal produto da lavoura temporária em Crissiumal. Na imagem, em primeiro plano, uma plantação de soja e, ao fundo, vista da cidade.

No município, a agricultura familiar é tradição e, ainda hoje, alguns agricultores usam enxada, arado de tração animal, foice, carroça e trilhadeira. Contudo, a modernização trouxe o trator, a plantadeira, a colhedeira e outras máquinas. Na pecuária existem dois programas de incentivo a essa atividade como o Via Lácteo que oferece cursos, ajuda de custo e orientações a produtores de leite, e o Programa Criar que ajuda produtores de suínos com terraplanagem, areia e brita para construção de instalações para a criação de suínos. De todo o PIB da cidade 68 456 mil reais é o valor adicionado bruto da agropecuária em 2014. Segundo o IBGE, em 2015 o município possuía um rebanho de 27 200 bovinos, 43 000 suínos, 138 equinos, 18 caprinos, 566 ovelhas, 23 000 galinhas e 300 codornas. Em 2015 a cidade produziu 30 000 mil litros de leite de 10 000 vacas. Foram produzidos 350 mil dúzias de ovos de galinha, 10 000 quilos de mel-de-abelha e 60 quilos de lã proveniente das ovelhas. Na lavoura temporária, no mesmo ano, foram produzidos principalmente a soja (25 920 toneladas), o milho (17 991 toneladas), o trigo (5 775 toneladas) e o fumo (1 440 toneladas). A silvicultura do município teve uma produção de 6 500 metros cúbicos de lenha, obtido de eucalipto que ocupa área de 750 ha e foi o único produto dessa atividade em 2015. No Censo Agropecuário de 2006 foram registrados 2 615 estabelecimentos agropecuários, com uma área produtiva de 32 020 ha, sendo 2 556 proprietários individuais (31 434 ha), 20 sociedades pessoais ou consórcios (243 ha), 20 sociedades anônimas (218 ha) e 4 cooperativas (14 ha).

### Setor Secundário

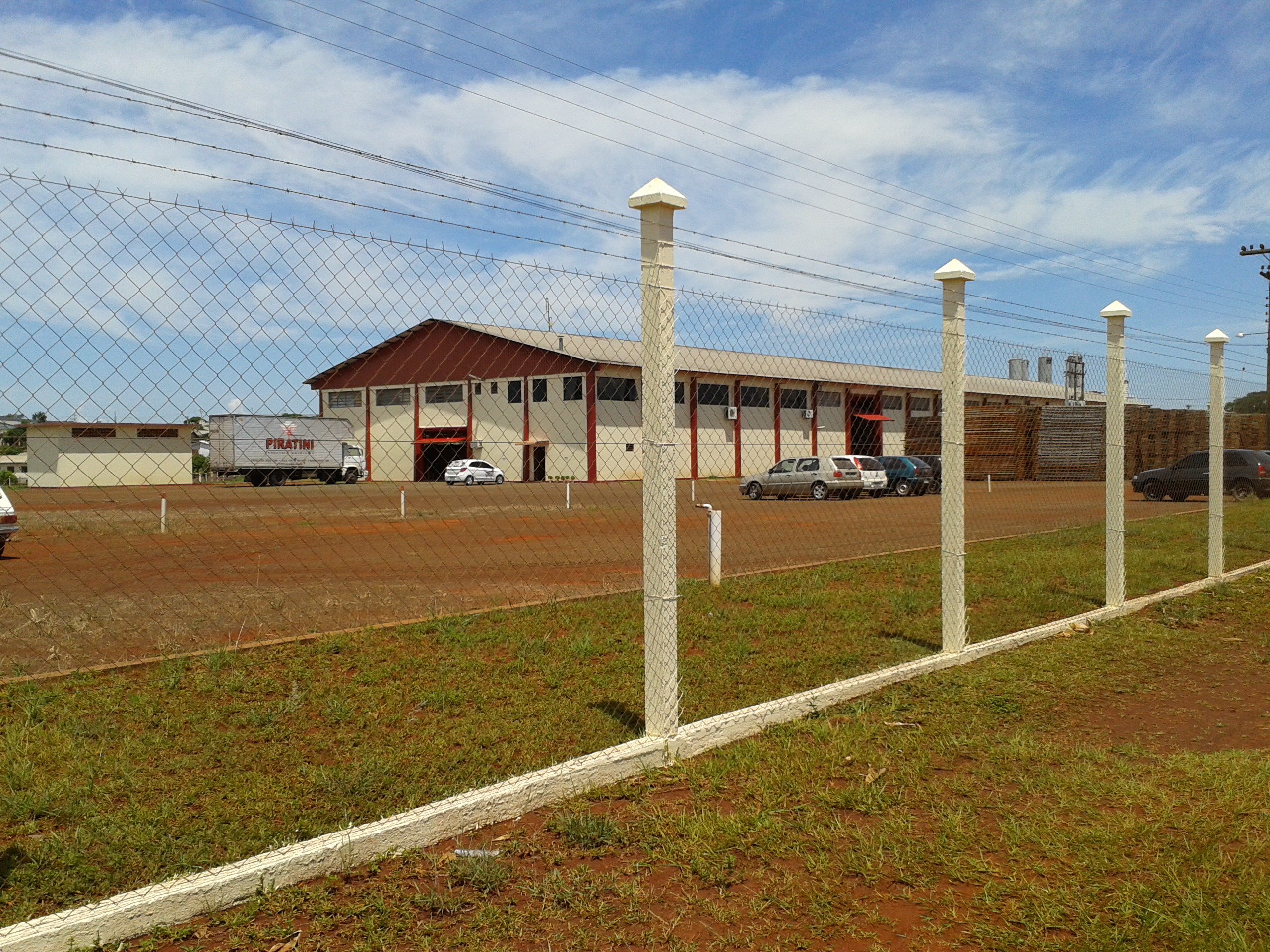
Indústria de móveis.

Setor secundário é o setor da economia que transforma os produtos do setor primário[carece de fontes?] e que enquadra as indústrias, a construção civil e a geração de energia. 31 333 mil reais do PIB municipal são do valor adicionado bruto da indústria em 2014 o que representa 10,2% do valor adicionado no município. Em 2015 havia 90 indústrias de transformação em Crissiumal, das quais 85 eram microempresas, três pequenas empresas e duas média e grande empresas. No mesmo ano havia ainda 41 microempresas de construção civil. Em 1999 foi criado na cidade um programa denominado Pacto Fonte Nova que visa apoiar pequenos proprietários rurais a produzir matérias primas, a agro-industrializar e comercializar alimentos e, desde aquele ano, foram criadas 44 agroindústrias e 250 empregos diretos. Essas agroindústrias recebem subsídios para investir em infraestrutura e licenciamento ambiental por meio de um programa municipal. 70% dos produtos das agroindústrias são comercializados em mercados do município ou destinados a alimentação escolar.  Além de agroindústrias o município conta também com indústrias de calçados, moveleira, metalúrgica e de laticínios. Em maio de 2017 foi instalado o primeiro sitema de geração de energia fotovoltáica no município em uma proriedade no interior na localidade de Vila Planalto por meio de uma iniciativa da EMATER e da Secretaria de Agricutura municipal.

### Setor Terciário
O setor terciário é o setor da economia relacionado a serviços como comércio, educação, saúde, turismo e serviços bancários. 94 122 mil reais do PIB municipal são de prestações de serviços. O setor terciário atualmente é uma importante fonte geradora do PIB crissiumalense pois representou 60% do valor adicionado do PIB em 2014. Nesse ano havia, em Crissiumal, 656 empresas de serviços, sendo 633 microempresas, 22 pequenas empresas e uma média e grande empresa. No município, foi fundada, em 1º de setembro de 1939, a Empresa Crissiumal que, em 1948, passou a se chamar Viação Ouro e Prata.

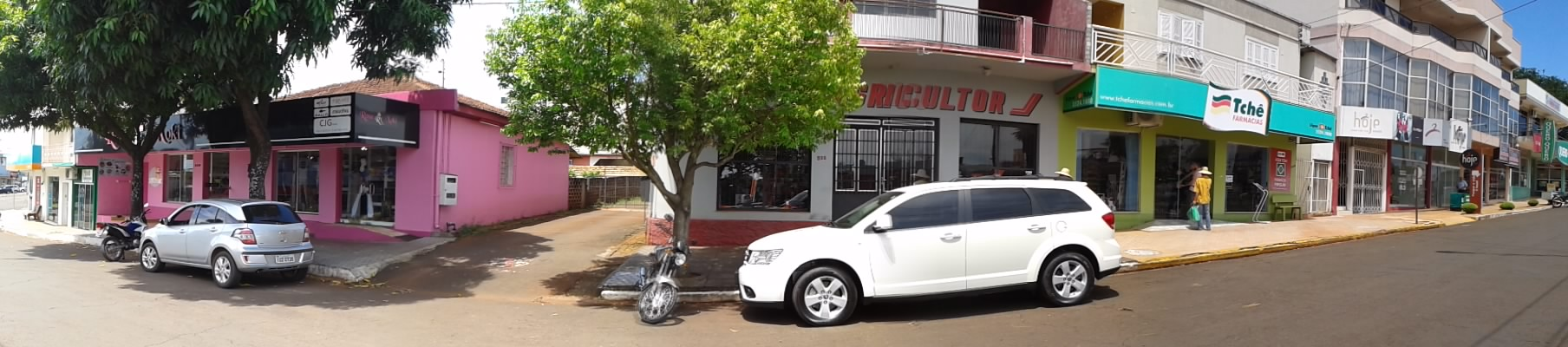
Empresas do setor terciário na Avenida Presidente Castelo Branco.

### Turismo
O município de Crissiumal integra a rota turística chamada Rota do Yucumã. A Rota do Yucumã se localiza no Noroeste do Rio Grande do Sul, da fronteira com a Argentina e divisa com Santa Catarina até o Planalto Médio Gaúcho, formada por 30 municípios e, além do Salto do Yucumã, possui roteiros de turismo no espaço rural, parques e balneários, museus, agroindústrias e monumentos. O Programa de Desenvolvimento Agroindustrial Pacto Fonte Nova originou a rota turística chamada Mundo Colonial, que atrai milhares de visitantes. Desde 2002, a rota foi visitada por mais de 250 excursões dos estados do Rio Grande do Sul, Santa Catarina, Paraná e Mato Grosso. Nessa rota, é possível percorrer trilhas ecológicas, balneários, pousadas e degustar pratos da culinária dos imigrantes italianos e alemães.

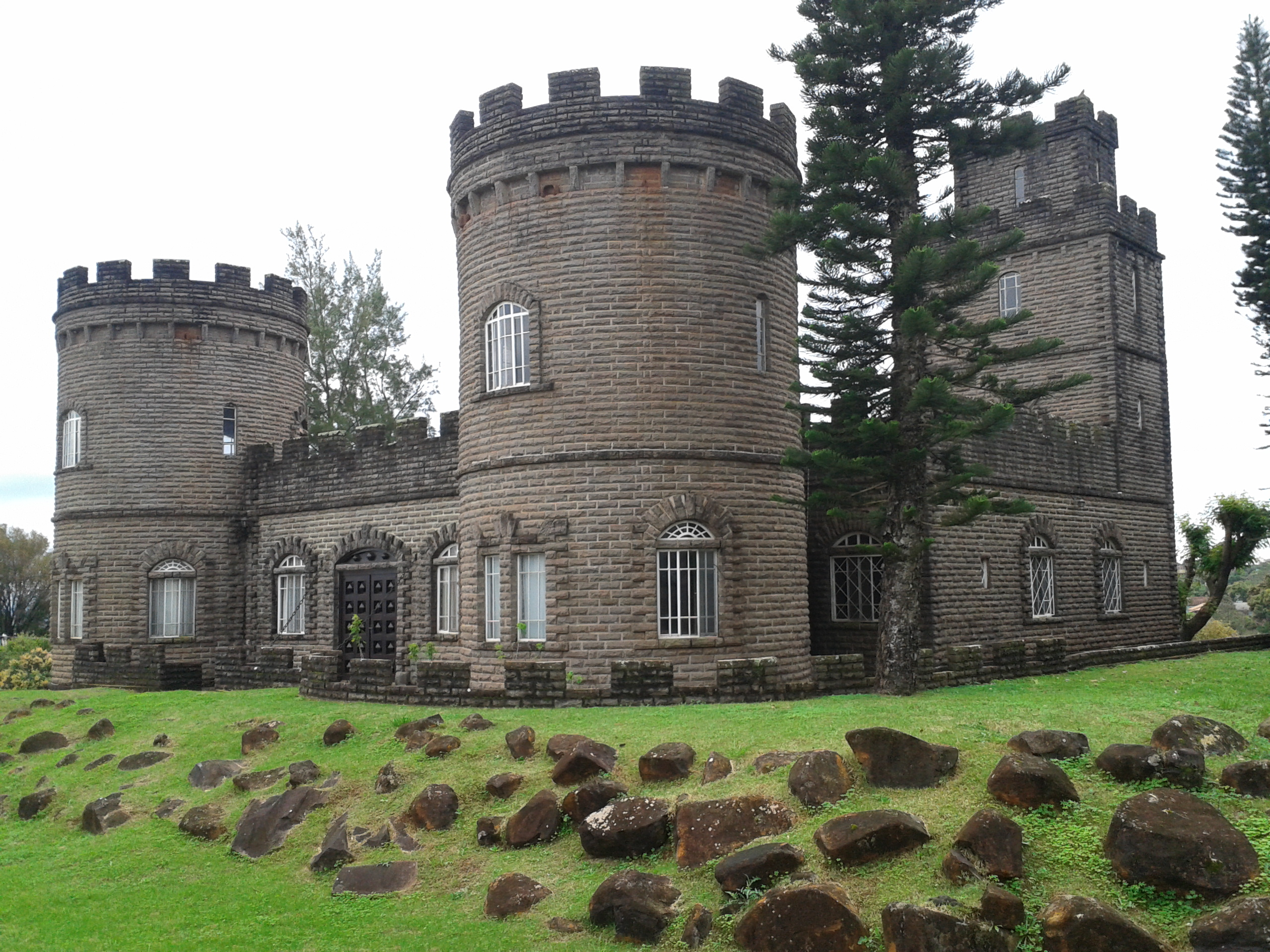
Castelo em Crissiumal.

Outros pontos turísticos importantes do município são:
- Castelo: uma residência particular da família Bonotto construído com pedras e com linhas de arquitetura medieval europeia,[39] tem quatro torres,[137] começou a ser construído em 1970 e levou 12 anos para ser concluído.[20]
- Monumento O Pioneiro: também conhecido como Cavalo de Ferro,[138] é um monumento de ferro, moldado manualmente a partir de sucatas[136] pelo escultor Paulo de Siqueira em 1984,[139] em homenagem ao pioneiro que povoou o município.[39] Representa uma família chegando às novas terras na época da colonização e está localizado entre a Avenida Palmeiras e a Rua Vitório Dezorzi.[140]
- Igreja Três Santos Mártires das Missões:[39] inaugurada em 1964 pelo Padre Inácio Lotário Rauber.[141] Recebeu esse nome em homenagem ao martírio dos missionários Roque González, Afonso Rodrigues e João de Castilhos em 15 de novembro de 1628.[142]
- Balneário Três Ilhas: se localiza no Rio Uruguai,[139] a aproximadamente 25 km da sede[136] e possui infra-estrutura para camping e veraneio.[139]
- Praça 25 de julho: também conhecida como Praça da Matriz, recebeu esse nome em homenagem aos imigrantes pois o dia 25 de julho é o Dia do Imigrante.[2] O primeiro nome da praça, até sua demolição, era Valzumiro Dutra, depois se chamou Praça Getúlio Vargas, e depois Praça 25 de julho.[2] Nela se encontram o Monumento ao Soldado e a Casa do Artesão.[2]

## Estrutura urbana
O município conta com boa infraestrutura. No ano de 2010, tinha 4 902 domicílios entre apartamentos, casas, e cômodos. Desse total 3 903 eram imóveis próprios, sendo 3 499 próprios já quitados (71,38%), 404 em quitação (8,24%), 632 alugados (12,89%); 348 imóveis foram cedidos, sendo 61 por empregador (1,24%) e 287 cedidos de outra maneira (5,85%), e 19 foram ocupados de outra forma (0,39%). O município conta com água tratada, energia elétrica, limpeza urbana, telefonia fixa e telefonia celular. Em 2010, 81,13% dos domicílios eram atendidos pela rede geral de abastecimento de água e 63,12% das moradias possuíam lixo coletado.

### Educação

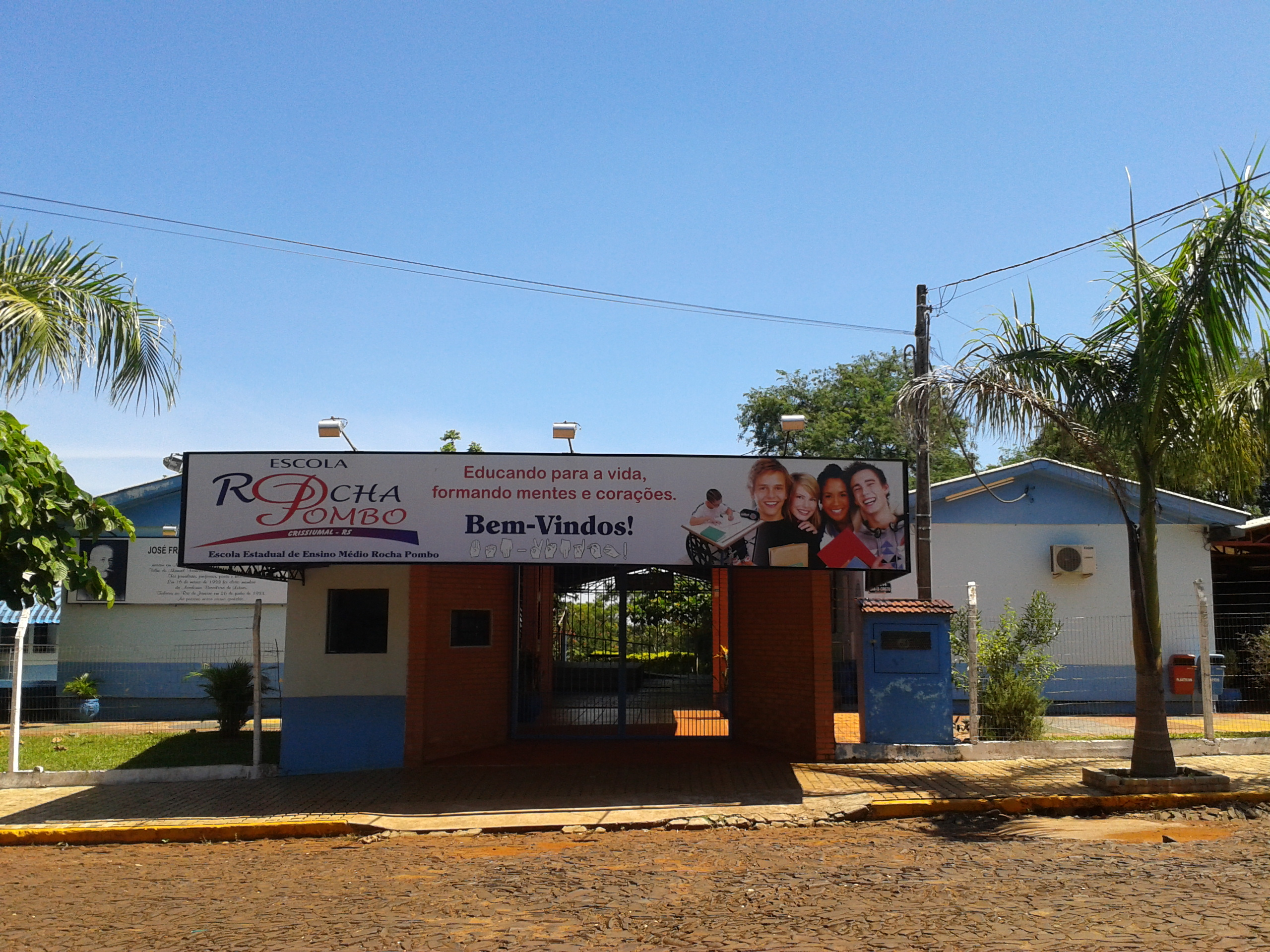
Escola Estadual de Ensino Médio Rocha Pombo. Essa escola obteve média 463,67 no Enem em 2015. A média mais alta no município foi obtida pela Escola Estadual de Ensino Médio Ponche Verde com 516,56.

A Constituição Federal e a Lei de Diretrizes e Bases da Educação Nacional (LDB) determinam que os municípios devem gerir e organizar seu respectivo sistema de ensino. A nova constituição reserva ainda, 25% da receita dos municípios, resultante de impostos e transferências, para a educação. Entre as ações do poder público na educação estão vários projetos dedicados a sanar deficiências em pontos específicos. Pode-se citar como exemplo o auxílio ao transporte de alunos e curso de formação continuada para profissionais de educação. A educação do município, em 2015, era dada através de seis escolas de ensino pré-escolar municipais com 26 docentes e 238 matrículas, 16 escolas de ensino fundamental sendo 6 municipais com 773 matrículas e 54 docentes, e 10 estaduais com 737 matrículas e 85 docentes. Há ainda duas escolas de ensino médio estaduais com 435 matrículas e 45 docentes. Além dessas escolas também existe a Associação do Bem Estar do Menor de Crissiumal - ABEMEC que atende mais de 250 crianças e adolescentes em turno inverso ao escolar na ABEMEC Sede, no Núcleo Bairro Paraíso e Núcleo Vila Planalto. Essa instituição foi fundada em 1976 e oferece aulas de violão, artesanato, marcenaria, cortes de grama, telaria, engraxate e computação. O atendimento especial ocorre na Escola de Educação Especial Lar do Carinho da APAE fundada em 1979. Existe também, na cidade, um pólo de Ensino a Distância da Universidade Norte do Paraná.
O Indicador de Desenvolvimento da Educação Básica (Ideb) de Crissiumal vem evoluindo desde sua criação em 2005, quando era de 4,5 para os anos iniciais do ensino fundamental e 4,1 para os anos finais do ensino fundamental. Em 2015 os mesmos itens evoluíram para 6,3 e 5,1, respectivamente, sendo que o índice dos anos finais do ensino fundamental ficou abaixo da meta do município que era de 5,3. Sobre o aprendizado dos alunos, em 2015, 75% dos alunos do quinto ano e 55% dos alunos do nono ano na rede pública de ensino aprenderam o adequado na competência de leitura e interpretação de textos. Em matemática, em 2015, 61% dos alunos do quinto ano e 29% dos alunos do nono ano das escolas públicas aprenderam o adequado na competência de resolução de problemas. O fator "educação" do IDH no município atingiu em 2010 a marca de 0,616 - patamar considerado médio, em conformidade aos padrões do Programa das Nações Unidas para o Desenvolvimento (PNUD) - ao passo que a taxa de analfabetismo, indicada pelo último censo demográfico do IBGE, em 2010, foi de 4,78%.

### Saúde

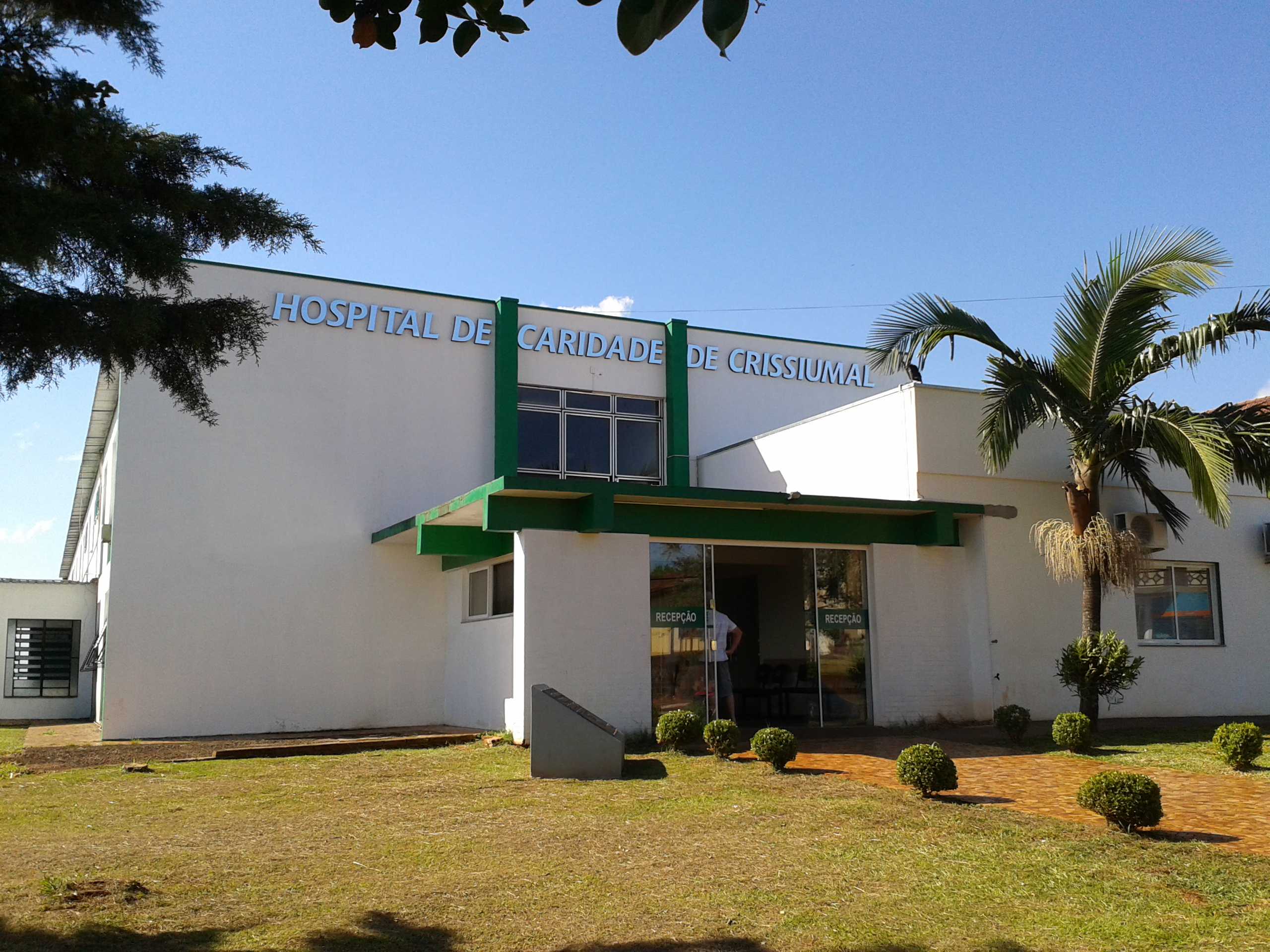
Entrada do Hospital de Caridade de Crissiumal.

Existem ao todo sete estabelecimentos de saúde, sendo quatro públicos e três privados, com 39 leitos para internação. O fator "saúde" do Idese, em 2013, no município, foi de 0,825. O município também faz parte do Consórcio Intermunicipal de Saúde do Noroeste do Estado do Rio Grande do Sul (CISA) que atende uma população de aproximadamente 320 817 pessoas. Na cidade se encontra o Hospital de Caridade de Crissiumal, entidade beneficente sem fins lucrativos, atendendo as especialidades de ortopedia/traumatologia, clínica geral, saúde mental, clínica geral, obstetrícia cirúrgica, obstetrícia clínica, pediatria clínica e psiquiatria. Esse hospital é referência para 10 municípios da região com 60 000  habitantes e tem 57 leitos.
Em 2014, 99,4% das crianças menores de 1 ano de idade estavam com a carteira de vacinação em dia. Em 2014, foram registrados 156 nascidos vivos, sendo que o índice de mortalidade infantil nesse ano foi 19,2 óbitos a cada 1 000 nascidos vivos. Do total de crianças menores de dois anos pesadas pelo Programa Saúde da Família em 2014, 0,4% apresentava desnutrição. Não houve mortalidade materna em 2014, e o percentual de gestantes que não teve acompanhamento pré-natal era 0,6%, e o percentual que teve sete ou mais consultas era 85,9%. A recomendação do Ministério da Saúde é de, no mínimo, seis consultas pré-natais durante a gestação. Em 2014, a porcentagem de crianças nascidas de cesariana era 66,4% e de parto normal era 33,3%, e 100% dos nascidos vivos tiveram o parto assistido por profissional de saúde. A proporção de crianças nascidas de mães adolescentes, em 2013 era de 10,2%.
Em Crissiumal, de 1991 a 2013, houve 10 casos diagnosticados de AIDS, sendo seis de mulheres e quatro de homens, e a taxa de incidência de AIDS era de 20,9 casos a cada 100 mil habitantes em 2013 e não houve mortalidade pela doença em 2014. De 2001 a 2012, houve 70 casos de doenças transmitidas por mosquitos, sendo um de malária, nenhum de febre amarela, nenhum de leishmaniose e 69 de dengue (dois em 2002, um em 2007 e 66 em 2010). Não houve mortalidade por doenças transmitidas por mosquitos em 2014.

### Segurança, violência e criminalidade

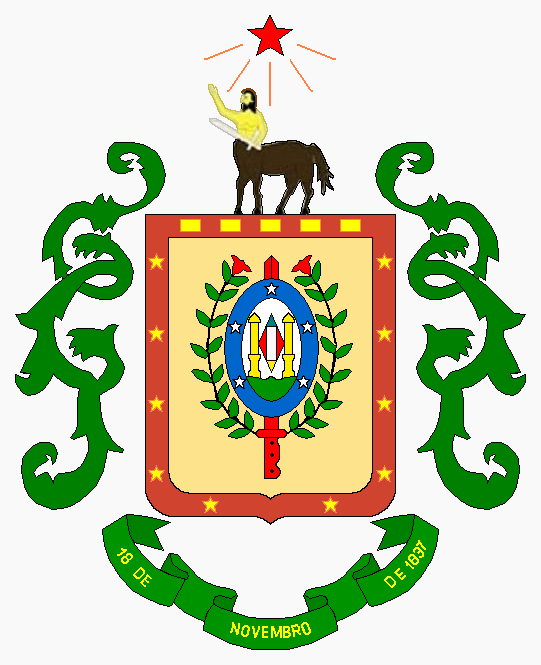
Brasão da Brigada Militar do Rio Grande do Sul

Um corpo de segurança presente no município é a Polícia Civil, com funções principais de polícia judiciária e apuração de infrações penais. Outro órgão de segurança é a Brigada Militar, mantida pelo Governo do Estado, tem múltiplas atribuições com os objetivos de integração e proteção da população, como policiamento preventivo e ostensivo, patrulha ambiental, defesa civil, auxílio às Forças Armadas, combate às drogas, busca e salvamento, profissionalização de adolescentes em situação de risco, promoção da cidadania e instrução sobre higiene básica, além de providenciar os serviços de bombeiros e, durante o verão, o de salva-vidas.
Segundo a Secretária de Segurança Pública do estado do Rio Grande do Sul, Crissiumal teve, em 2016, dois homicídios dolosos, nenhum homicídio doloso de trânsito, 127 furtos, 25 furtos de veículos, sete roubos, nenhum latrocínio, um roubo de veículo, nenhuma extorsão, nenhuma extorsão mediante sequestro, sete estelionatos, nenhum delito relacionado à corrupção, sete delitos relacionados a armas e munições, três posses de entorpecentes e dois crimes de tráfico de entorpecentes.
Em 2012 houve uma operação da Polícia Civil do Rio Grande do Sul de combate a desvio de dinheiro público, crimes licitatórios e corrupção em compra de medicamentos e realização de obras públicas chamada de Operação Patriota. A investigação durou seis meses, cumpriu 25 mandados de busca e apreensão e 13 de prisão (cinco preventivas e oito temporárias) e apurou desvio de mais de dois milhões de reais da administração pública. Participaram da operação 110 policiais e foram presos o vice-prefeito, o ex-secretário municipal de saúde, ex-secretário de obras, empresários do ramo da construção civil e dois médicos. Um dos braços do esquema atuava na área da saúde onde fazia requisições frias de exames que não eram feitos e eram cobrados de um consórcio intermunicipal de saúde e o dinheiro era embolsado por membros do grupo, que incluía uma médica, laboratórios e agentes da administração municipal.

### Água, saneamento e energia

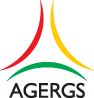
Logomarca da AGERGS.

A Lei Federal nº 11.445, de 2007, implantou o novo marco para o saneamento básico, exigindo, desde então, ser feita a prestação do serviço de abastecimento de água potável, esgotamento sanitário, limpeza urbana com manejo dos resíduos sólidos e drenagem e manejo das águas pluviais em todos os municípios brasileiros. É necessária a realização de um plano de saneamento básico, análise de viabilidade econômica, normas de regulação, realização de audiência aberta ao público, sistema tarifário, condições de sustentabilidade do equilíbrio econômico-financeiro do contrato e prazo de vigência do contrato. O abastecimento de água, esgoto e lixo são indicadores ambientais e de qualidade de vida da população. O órgão que regula os serviços públicos delegados como saneamento e energia elétrica prestados no estado é a Agência Estadual de Regulação dos Serviços Públicos Delegados do Rio Grande do Sul - AGERGS criada em 1997 e que tem o objetivo de assegurar a prestação de serviços adequados.

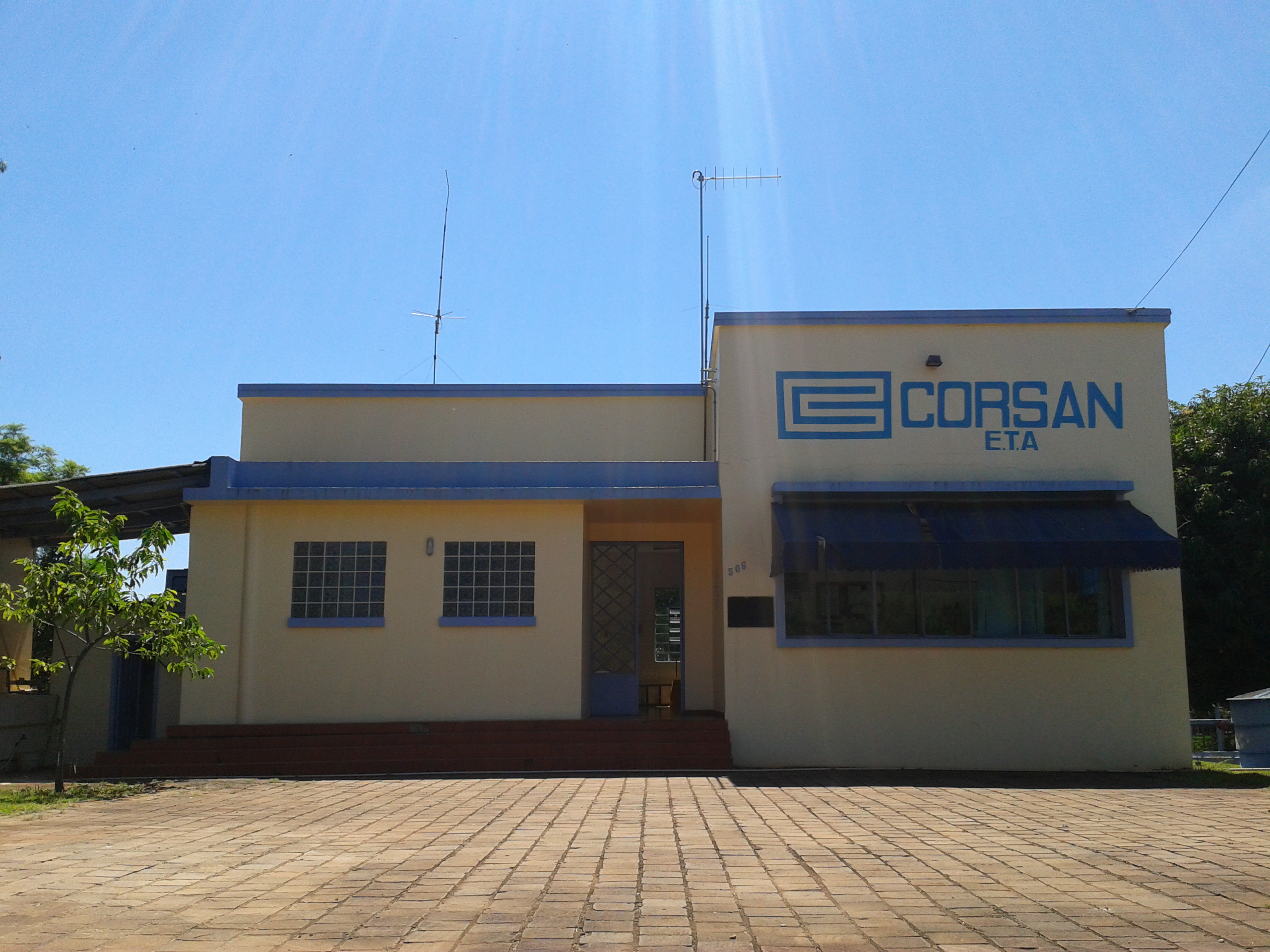
Estação de Tratamento de Água da CORSAN em Crissiumal.

O Sistema de Abastecimento de Água (SAA) da zona urbana está a cargo da Companhia Riograndense de Saneamento (CORSAN) formado por uma unidade operacional e administrativa denominada Unidade de Saneamento Crissiumal, vinculada a Unidade de Saneamento de Três Passos. A CORSAN, em Crissiumal, abastece em torno de 3 000 famílias ou usuários e tem capacidade de fornecer 30 L/seg, podendo chegar até 90 L/seg. A água que abastece o município é captada no Rio Lajeado Grande que, devido a suas características, precisa de menos produtos químicos para ser tratada. O abastecimento de água na zona rural é de responsabilidade da Prefeitura Municipal que delega o serviço a associações de moradores e núcleos comunitários. O sistema de abastecimento na zona rural pode ser dividido em Solução Coletiva de Abastecimento de Água (SAC) e Solução Alternativa Individual de Abastecimento de Água (SAI). SAC é a modalidade que atende mais de uma família, enquanto que a SAI é toda forma de abastecimento individual ou unifamiliar. Na Solução Alternativa Coletiva existem 42 poços de captação subterrânea e 4 captações superficiais que atendem 5 450 habitantes, sendo que nove SACs apresentam tratamento de água com cloração. Na Solução Alternativa Individual existem 55 domicílios que utilizam fontes superficiais e 46 domicílios que utilizam fontes subterrâneas, que abastecem 329 habitantes. Atualmente o município não tem sistema de coleta nem estação de tratamento de esgoto e 80,58% dos domicílios usam fossa rudimentar para tratar seu esgoto.
Crissiumal é abastecido pela companhia elétrica Rio Grande Energia, mais conhecida por RGE, desde 1997. Essa companhia atende 264 municípios das regiões norte e nordeste do Estado do Rio Grande do Sul. De acordo com o Censo de 2010 do IBGE, 4 874 domicílios particulares permanentes tinham energia elétrica de companhia distribuidora, seis domicílios tinham energia elétrica de outras fontes e 22 domicílios não tinham energia elétrica. A coleta e tratamento do lixo domiciliar é de responsabilidade do município mas é realizada por uma empresa contratada. A maioria dos resíduos são acondicionados em sacos plásticos e permanecem na lixeira até o momento da coleta que inicia às cinco da manhã. Depois os resíduos são levados até a sede do Consórcio Intermunicipal de Gestão Multifuncional - CITEGEM em Bom Progresso onde ocorre a disposição final dos resíduos. No interior do município, a coleta de lixo seco é realizada de forma trimestral.

### Transportes

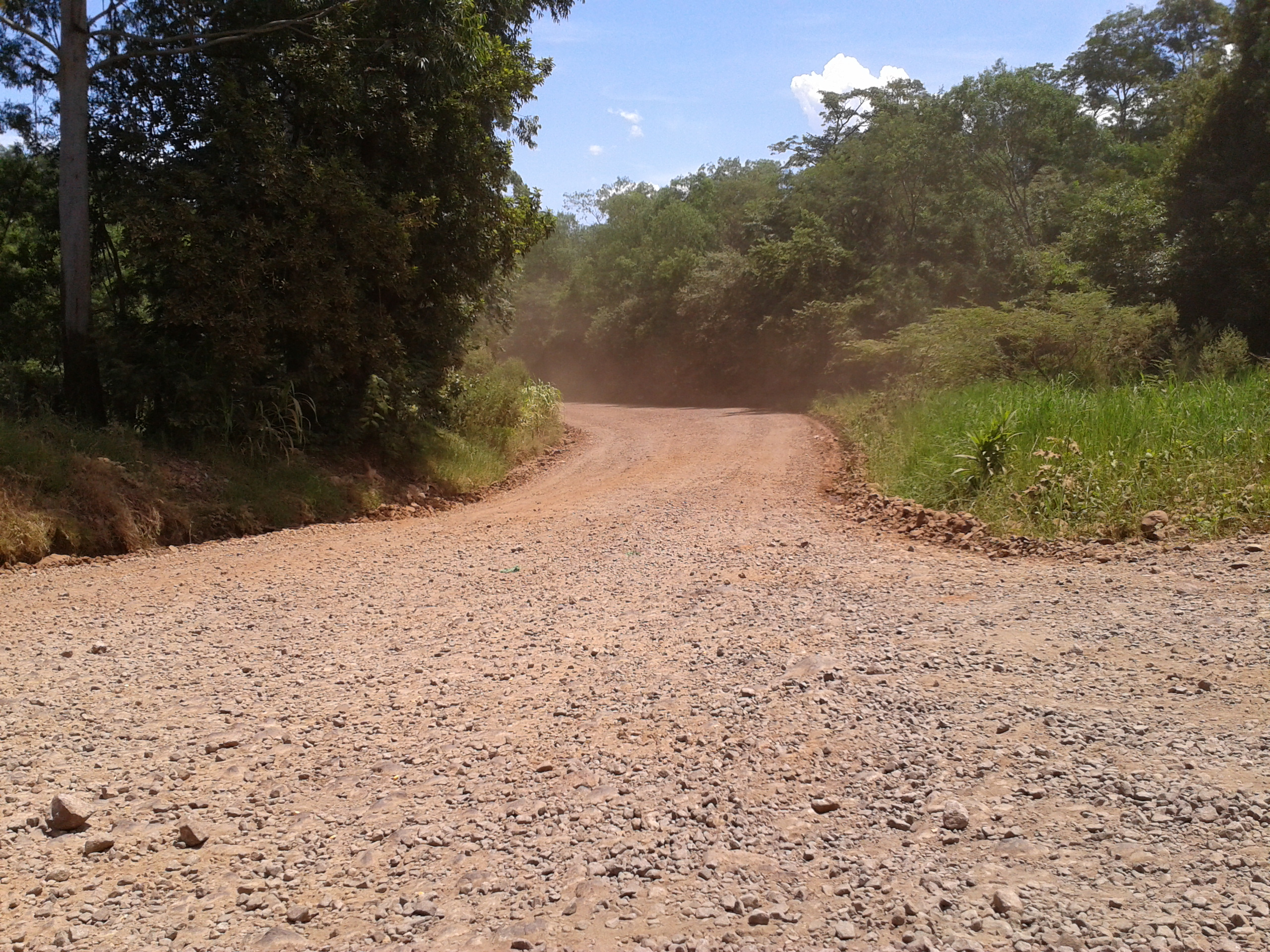
Rodovia RS 305 que liga Crissiumal a Horizontina.

As principais vias de acesso terrestre são a RS-207, que é pavimentada e liga Crissiumal a Humaitá e à BR-468, e a RS-305, que está em pavimentação e liga Crissiumal a Horizontina e Três Passos. Parte da RS-305, que liga a cidade a Horizontina e Três Passos, está em péssimas condições, com buracos, valetas, desníveis e pedras. Não há obras, no momento, nessa rodovia, apesar do Departamento Autônomo de Estradas de Rodagem dizer que a RS-305 está em pavimentação. A circulação de mercadorias e passageiros ocorre apenas por meio de rodovias. Os pontos de acesso à ferrovia ativa mais próximos estão em Santo Ângelo e Ijuí, e os aeroportos com estrutura para movimentar passageiros e cargas, se encontram em Santa Rosa e Ijuí, além de um aeródromo na cidade de Campo Novo, com pista asfaltada de 1,02 km de extensão, apenas para aeronaves particulares. Crissiumal também fica próximo a duas balsas no Rio Uruguai, uma que liga a localidade de Porto Soberbo, em Tiradentes do Sul,  a El Soberbio, na Argentina; e outra que liga o município de Barra do Guarita a Itapiranga, em Santa Catarina. Na cidade também há, no centro, uma estação rodoviária de quarta categoria.
A frota municipal no ano de 2015 era de 9 045 veículos, sendo 4 572 automóveis, 354 caminhões, 37 caminhões trator, 560 caminhonetes, 170 camionetas, 17 micro-ônibus, 2 875 motocicletas, 232 motonetas, 55 ônibus e 139 outros tipos de veículos. O órgão responsável pela gestão do transporte rodoviário no estado do Rio Grande do Sul é o Departamento Autônomo de Estradas de Rodagem - DAER, autarquia estadual fundada em 1937. Entre suas competências estão o planejamento rodoviário, expedição de normas rodoviárias, construção, operação e conservação de rodovias, e o policiamento de trânsito rodoviário.

### Comunicações
A imprensa brasileira tem seu início em 1808 com a chegada da família real portuguesa ao Brasil, sendo até então proibida toda e qualquer atividade de imprensa — fosse a publicação de jornais ou livros. A Gazeta do Rio de Janeiro, o primeiro jornal publicado em território nacional, começa a circular em 10 de setembro de 1808. A radiodifusão surgiu em 7 de setembro de 1922, sendo a primeira transmissão um discurso do então presidente Epitácio Pessoa, porém a instalação do rádio de fato ocorreu apenas em 20 de abril de 1923 com a criação da "Rádio Sociedade do Rio de Janeiro". A televisão no Brasil começou, oficialmente, em 18 de setembro de 1950, trazida por Assis Chateaubriand que fundou o primeiro canal de televisão no país, a TV Tupi. Crissiumal conta com dois jornais impressos em circulação, o Jornal Colonial de Crissiumal e o jornal A Notícia, um informativo mensal de distribuição gratuita, a Revista D'Olho, e dois webjornais, o Guia Crissiumal e TopSul Notícias. Existem também algumas rádios como a Metrópole 1070 AM, a Alto Uruguai Ltda. 92,5 FM e a Comunitária de Crissiumal 104,9 FM.

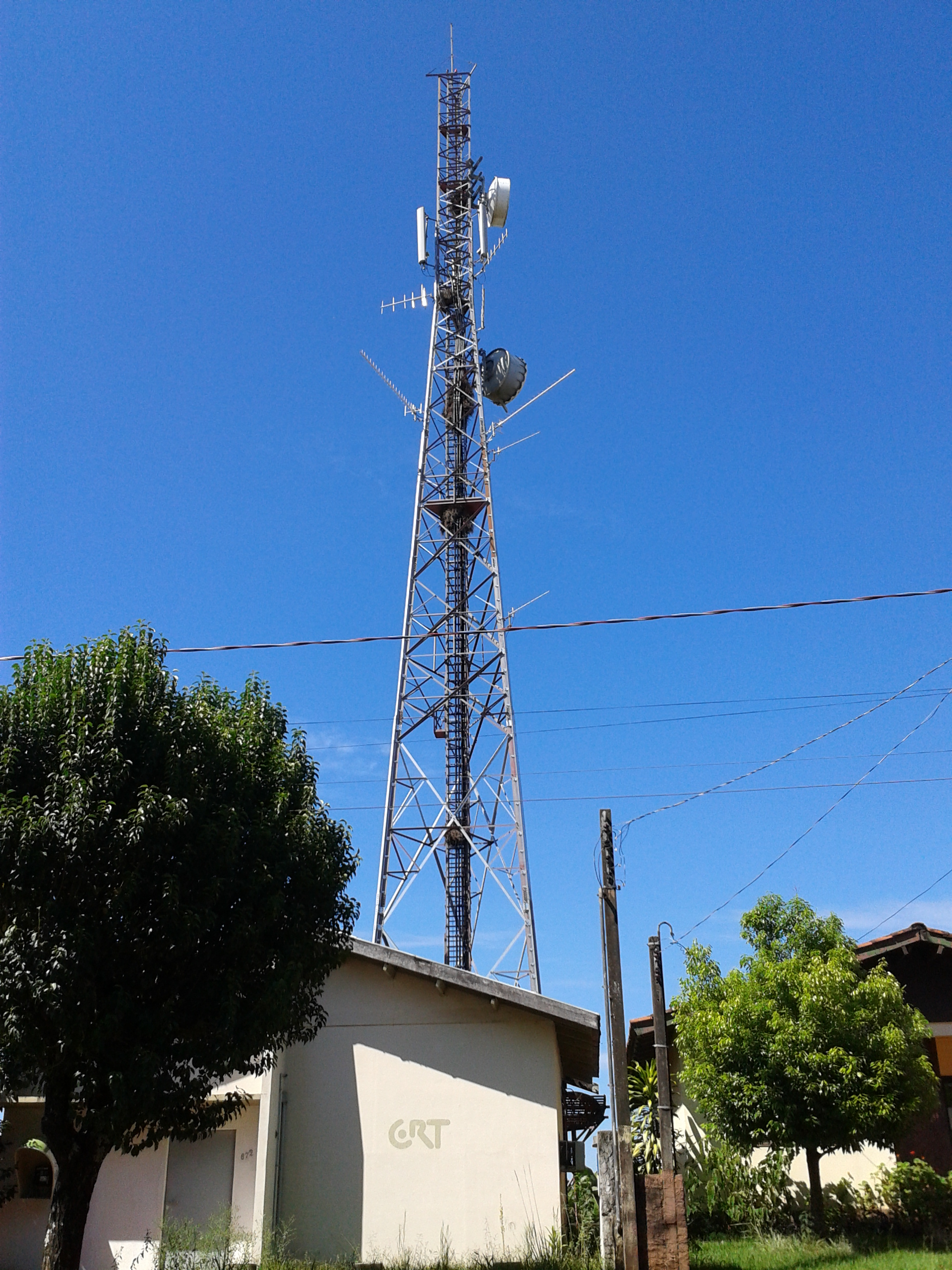
Torre de telefonia.

Há no município serviços de internet discada e banda larga (ADSL) sendo oferecidos por alguns provedores de acesso. O serviço telefônico móvel, por telefone celular, é oferecido por diversas operadoras. Existe ainda acesso 2G, oferecido ao município pelas operadoras Claro, Oi Móvel, Vivo e Tim Celular; 3G pelas operadoras Claro, Vivo e Tim Celular, e 4G pela operadora Vivo. O código de área (DDD) de Crissiumal é 055 e o Código de Endereçamento Postal (CEP) da cidade é 98640-000. Os Correios atendem em uma agência no centro da cidade e em quatro Agências Correio Comunitárias em Esquina Gaúcha, Vila Bender, Vila Planalto e Vista Nova. No dia 8 de janeiro de 2009 o município passou a ser servido pela portabilidade, juntamente com 160 municípios do estado do Rio Grande do Sul que utilizam o mesmo DDD de Crissiumal e 157 municípios de DDD 51. A portabilidade é um serviço que possibilita a troca da operadora sem a necessidade de se trocar o número do aparelho.
Havia no município, em 2015, 57 telefones públicos, 742 telefones fixos privados, 129 acessos à TV por assinatura e 121 conexões de internet fixa. O órgão regulamentador de telecomunicações é a Agência Nacional de Telecomunicações, criada em 1997, que, além de regulamentar, outorga, fiscaliza e adota medidas para atender os interesses do cidadão.

## Cultura
A cultura da cidade é fortemente influenciada pela cultura germânica, trazida e cultivada pelos imigrantes alemães que colonizaram a região.  O dialeto Riograndenser Hunsrückisch, do alemão, ainda hoje é falado por um número considerável de pessoas, principalmente entre os moradores mais antigos. Na cidade existe a Biblioteca Pública Municipal criada em 1955, denominada Biblioteca Pública Carlos Laert em homenagem ao professor, poeta e jornalista Carlos Laert e, também o Museu Municipal criado em 1983 e que conta com objetos que contam a história do município e sua população. Crissiumal também tem uma Centro de Tradições Gauchescas - CTG Estância da Saudade fundado em 1966 que tem a finalidade de zelar pela tradição, história, cultura e costumes gaúchos, além de preservar o patrimônio sociológico como o linguajar, a vestimenta, a culinária e artes populares. Alguns eventos que acontecem no município são o Dia de Nossa Senhora dos Navegantes que ocorre às margens do Rio Uruguai na Barra do Lajeado Grande no dia 2 de fevereiro, as festas juninas no mês de junho, e a Independência do Brasil e a Revolução Farroupilha em setembro com desfiles nas ruas da cidade. Outro evento que ocorre na cidade é a Expocris que aconteceu pela primeira vez em 1994 e é realizada a cada dois anos.

### Artes

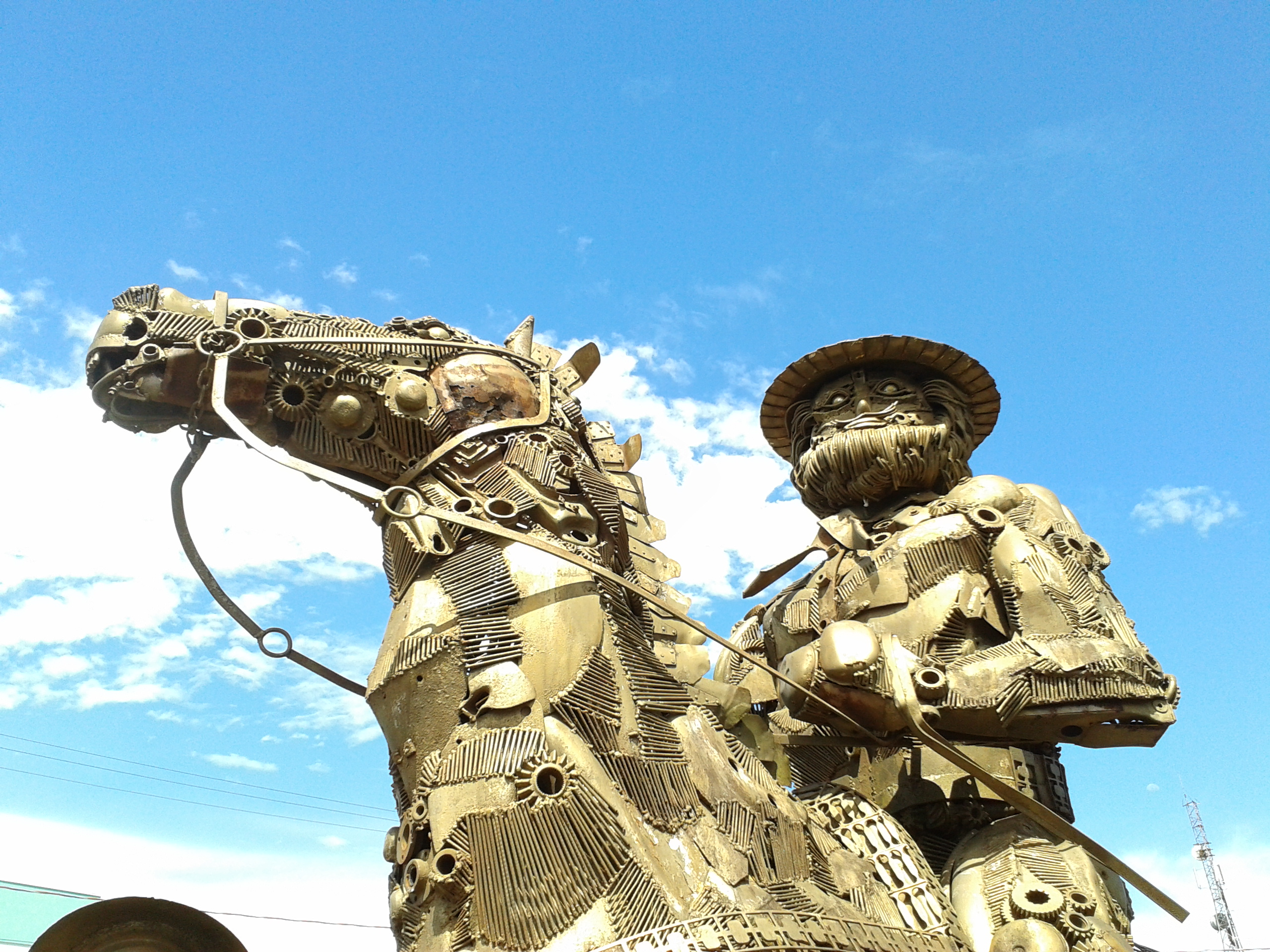
Detalhe do Monumento O Pioneiro, escultura feita a partir de sucatas pelo artista plástico Paulo Siqueira.

A música esteve presente em Crissiumal desde sua colonização. O primeiro conjunto musical foi a banda Vida Azul, mas depois também vieram grupos de jazz como o Jazz Brasil, o Jazz Amor da Serra de Linha Principal, o Jazz Az de Ouro e o Jazz Flor de Maio, além da primeira banda de rock de Crissiumal Os Podres, que surgiu em 1989 e foi extinta em 2002. Algumas bandas que existem hoje no município são a banda Danúbio Azul, o Musical Som Sete, o Musical Calmon, Banda Os Bade e Banda Municipal de Crissiumal. Existem ainda, em Crissiumal, trovadores como Jairo Coelho que também é compositor e Ornélio de Souza conhecido pela alcunha de Teixeirinha, além do Coral Santa Cecília que foi criado na década de 1950 e apresenta músicas sacras e populares.
Na literatura pode-se destacar os escritores José Raymundo Pletsch, que também é professor e advogado e autor dos livros História de Criciumal e Apontamentos Sobre o Passado de Crissiumal, Jenair Vicentini, que também é taquigrafa e professora e autora do livro Crissiumal: Documentário: Essência da Nossa História, e Teresinha Schwanke e Vera Pohl que também são professoras e autoras do livro Da Criciúma a Crissiumal.
Na dança existe no município o Grupo Étnico Madre Paulina - GEMP Escola & Cia. de Dança que surgiu em 1995. A companhia foi premiada em todas a competições que participou e, em uma competição, em 2004, no exterior, recebeu nove prêmios com as oito coreografias que apresentou. Em 2013, o GEMP recebeu o prêmio Vitor Matheus Teixeira, concedido pela Assembleia Legislativa do Rio Grande do Sul como reconhecimento pela divulgação da cultura riograndense. Além dessa companhia também existe a Cia. de Patinação Madre Paulina e o Grupo de Danças do CTG Estância da Saudade.

### Língua

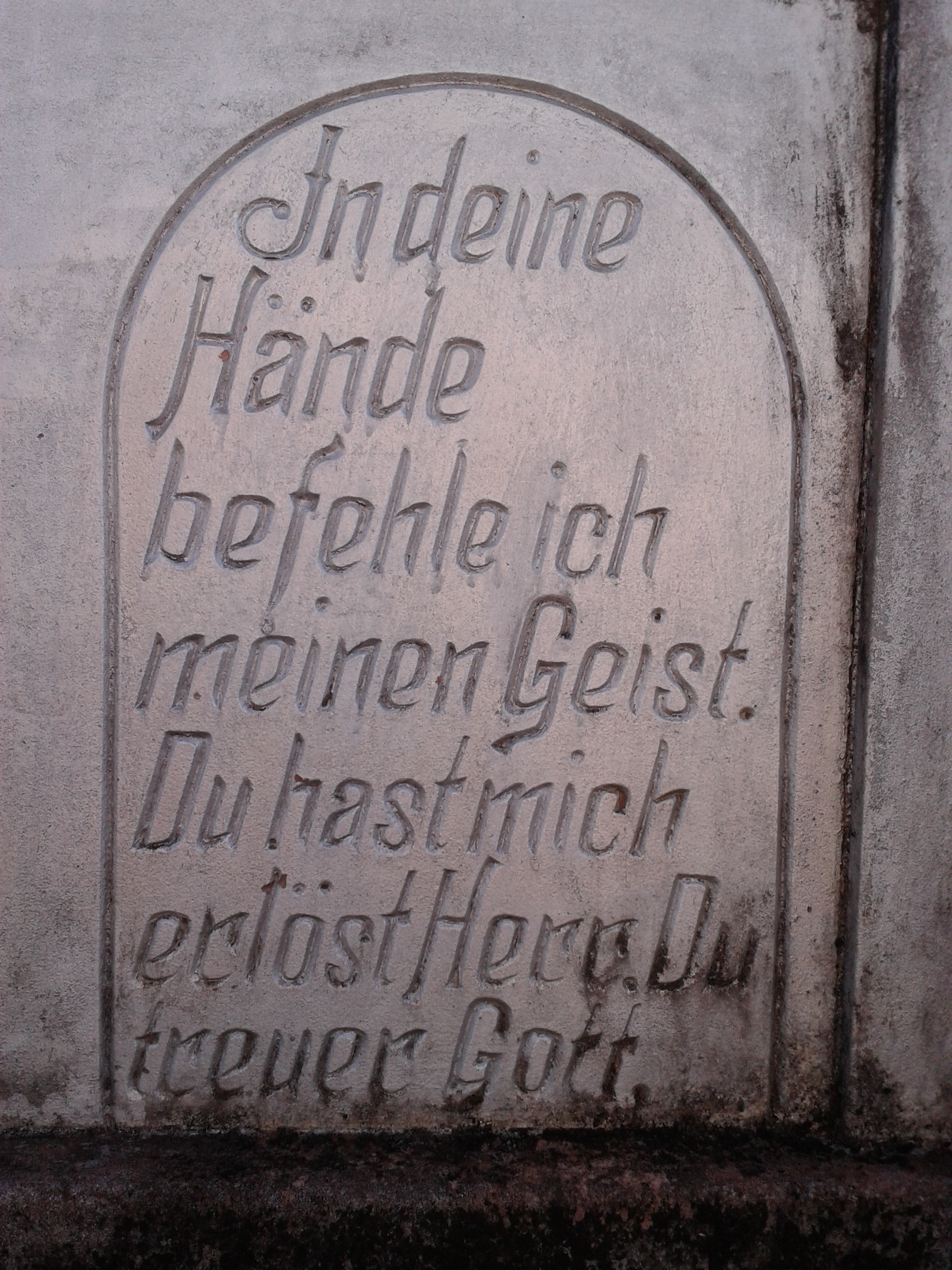
Lápide no Cemitério Municipal de Crissiumal com epitáfio em Língua Alemã que numa tradução livre diz "Em tuas mãos entrego o meu espírito. Você me resgatou Senhor. Você Deus fiel."

A língua portuguesa é o idioma oficial de Crissiumal, falado por quase toda a população e praticamente o único idioma usado nos meios de comunicação, nos negócios e para fins administrativos. O português brasileiro teve o seu próprio desenvolvimento, influenciado por línguas ameríndias, africanas e por outros idiomas europeus. No Rio Grande do Sul também há uma variante do português brasileiro, com particularidades em seu léxico, e influências do italiano, espanhol e alemão, com palavras como cacetinho (pão francês), faixa (estrada, asfalto), cusco (cachorro), sinaleira (semáforo), bergamota (tangerina), e expressões como "frio de renguear cusco", que significa frio intenso, insuportável.
Assim como em muitos municípios do estado do Rio Grande do Sul, a língua alemã, em sua variante riograndense, faz parte intrínseca da própria história de Crissiumal, desde sua fundação. O dialeto falado na região é o Hunsrückisch, uma variante do dialeto prevalente na região do Hunsrück, sudoeste da Alemanha. Esse dialeto também é conhecido como Hunsrück, Hunsrick, Hunsbucklisch, Hunsriqueano, Hunsrickisch, Abrasileirado Hunsrik, Riograndense Hunsrückisch e Riograndenser Hunsrückisch. Os falantes desse dialeto se apropriaram de termos da língua portuguesa e formaram palavras como fakong (fação), aviong (avião), kamiong (caminhão) e milheprot (pão de milho). Algumas variantes, raramente faladas, são o Sächsisch, o Österreichisch, o Hessisch, o Alemannisch e o Berlinisch. Em 2012, a Câmara de Deputados do Rio Grande do Sul aprovou, em voto unânime, o reconhecimento oficial do dialeto alemão-riograndense como parte integrante do patrimônio cultural do estado.

### Culinária
Um prato típico da culinária é a feijoada que pode ser preparada com feijão preto, toucinho, linguiça, carnes secas, temperos frescos e secos, e pode ser acompanhada por arroz branco e farinha de mandioca. Além dos pratos típicos do Rio Grande do Sul como o churrasco, o arroz de carreteiro e o chimarrão, a culinária em Crissiumal sofreu a influência dos imigrantes italianos com pratos como o galeto, as massas, o vinho e a polenta, e dos imigrantes alemães com os embutidos, o chucrute, a salada de batata e a cerveja. O churrasco é feito com carne temperada apenas com sal e assada em brasa ou em fogo de chão e pode ser servido acompanhado de farinha de mandioca, salada de maionese e saladas de folha com vinagrete. O arroz de carreteiro é uma mistura de arroz com charque ou com sobras de carne de churrasco. O chimarrão é uma herança dos índios guaranis e consiste em uma infusão de erva-mate servida em uma cuia. Já a polenta é uma pasta de milho misturada em uma panela aquecida sobre o fogo e pode ser servida mole, dura, grelhada ou frita. O chucrute ou Sauerkraut é preparado com repolho ralado e sal deixado em um recipiente para fermentar por algum tempo.

### Esporte

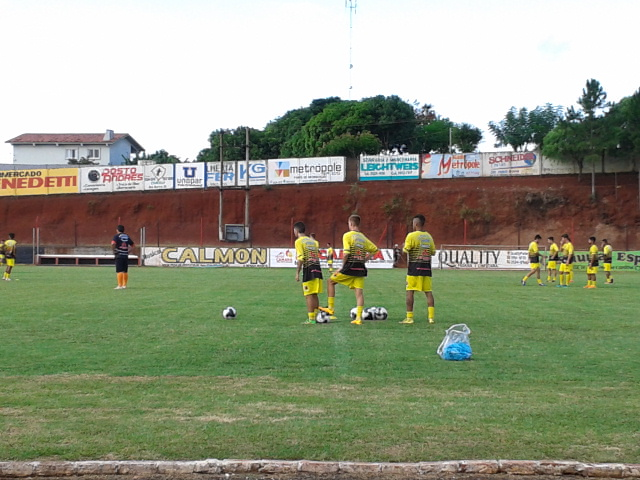
Treino do time de futebol do Tupi no Estádio Municipal Rubro-negro.

Um esporte popular em Crissiumal é o futebol. Há algumas décadas, as comunidades do município tinham times de futebol de campo formados com atletas que moravam na comunidade. Havia tantas pessoas dispostas a jogar que eram escolhidos os jogadores com maior habilidade para formar o time. Hoje, devido ao êxodo rural, existem menos jovens na zona rural e as comunidades têm dificuldade de formar times de futebol. Anualmente, o Conselho Municipal de Desportos - CMD realiza o campeonato varzeano de futebol de campo com times formados com atletas do município e municípios vizinhos. As finais do campeonato ocorrem no Estádio Municipal Rubro-Negro. Outro evento organizado pelo CMD e a Associação dos Funcionários Públicos Municipais - AFPM é o campeonato municipal de futebol sete com as categorias sub 15 masculino, livre masculino e feminino, e máster. Desde 1987, a Secretaria Municipal de Educação, juntamente com uma escola do município, realiza os Jogos Interescolares no Ginásio Municipal de Esportes nas modalidades de futsal masculino e feminino, voleibol masculino e feminino, nas categorias pré-mirim, mirim e infantil. Outros esportes praticados no município são a canastra, a bocha, bocha 48, bolãozinho de mesa e motocross.
Em Crissiumal há um clube de futebol fundado em 1º de maio de 1949 com a denominação de Tupi Futebol Clube. Esse time enfrentou, em 1970, a equipe do Internacional de Porto Alegre, em 1974, a equipe do América do Rio de Janeiro e, em 1978, o Grêmio Porto Alegrense. Alguns esportistas de Crissiumal que se destacaram são Claúdio André Mergen Taffarel, que nasceu em Santa Rosa, jogou no Tupi de Crissiumal, no Sport Club Internacional, no Parma, Reggiana e na Seleção Brasileira de Futebol, e Danrlei de Deus Hinterholz que nasceu em Crissiumal, jogou no Grêmio por 10 anos, no Atlético Mineiro, na Seleção Brasileira de Futebol e, em 2010, elegeu-se deputado federal e reelegeu-se em 2014. Além desses, há também Roberto Gilmar Hinterholz que jogou no Tupi e foi campeão mundial de clubes, e Nestor Simionato que foi jogador e treinador do Grêmio.

### Feriados
Além dos feriados nacionais 1º de janeiro (Confraternização Universal), 21 de abril (Tiradentes), 1º de maio (Dia do Trabalho), 7 de setembro (Independência do Brasil), 12 de outubro (Nossa Senhora Aparecida), 2 de novembro (Finados), 15 de novembro (Proclamação da República) e 25 de dezembro (Natal)[carece de fontes?] e estadual 20 de setembro (Revolução Farroupilha), Crissiumal celebra feriados municipais nos dias 28 de fevereiro (emancipação municipal), 15 de junho (Corpus Christi) e 31 de outubro (Dia da Reforma).

### Prefeitura
- «Página oficial»
- Prefeitura no Facebook

### Câmara
- «Página oficial»
- Câmara no Facebook

### Outros
- Crissiumal no Facebook
- Crissiumal no Flickr
- Crissiumal no Google Maps
- Tripadvisor&#x5D Crissiumal no TripAdvisor
- Crissiumal no Twitter
- Secretaria do Turismo do Rio Grande do Sul